# DR-Baureihe 52

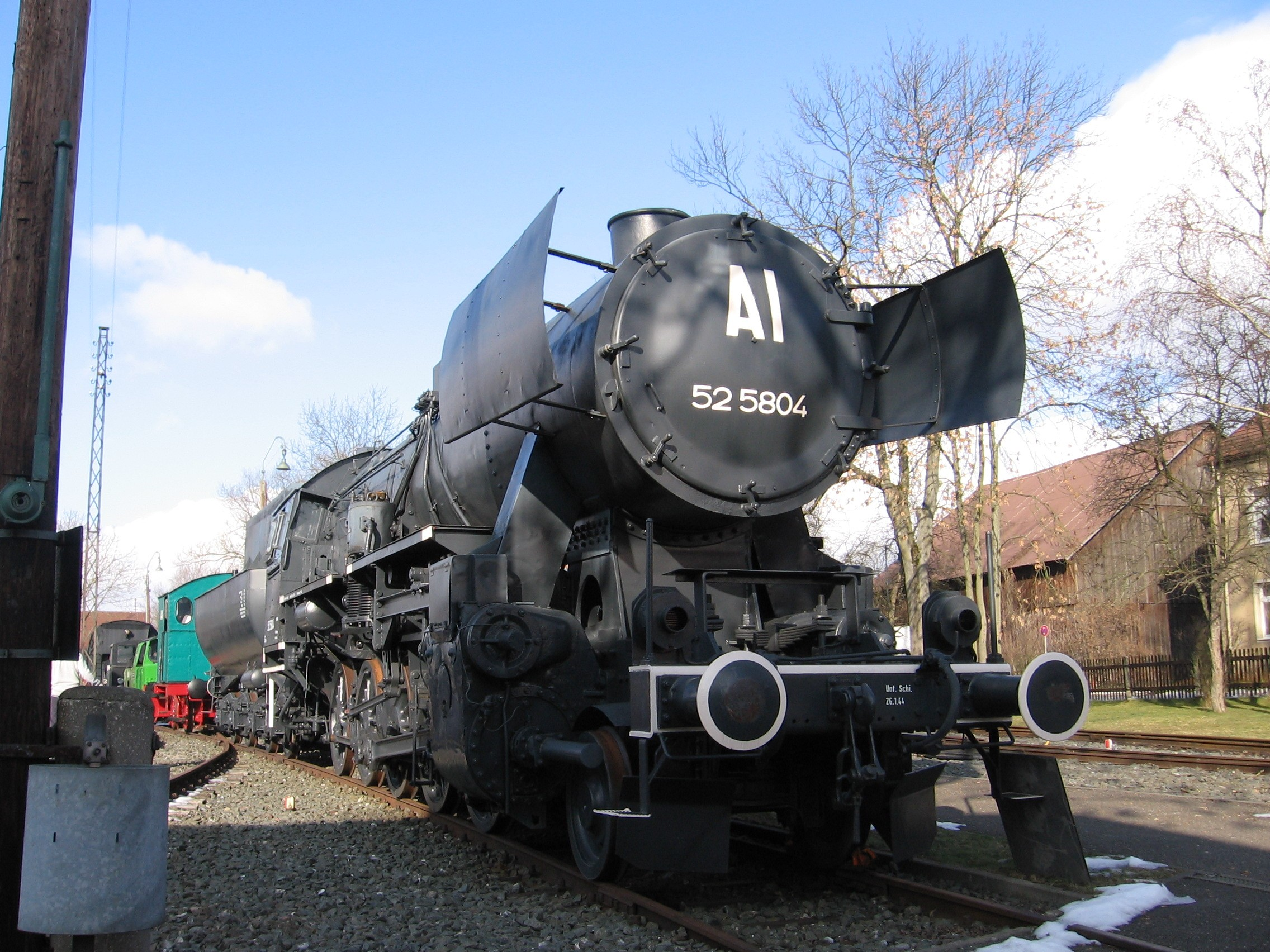
52er mit grauem Anstrich, dem Auslieferungszustand nachempfunden

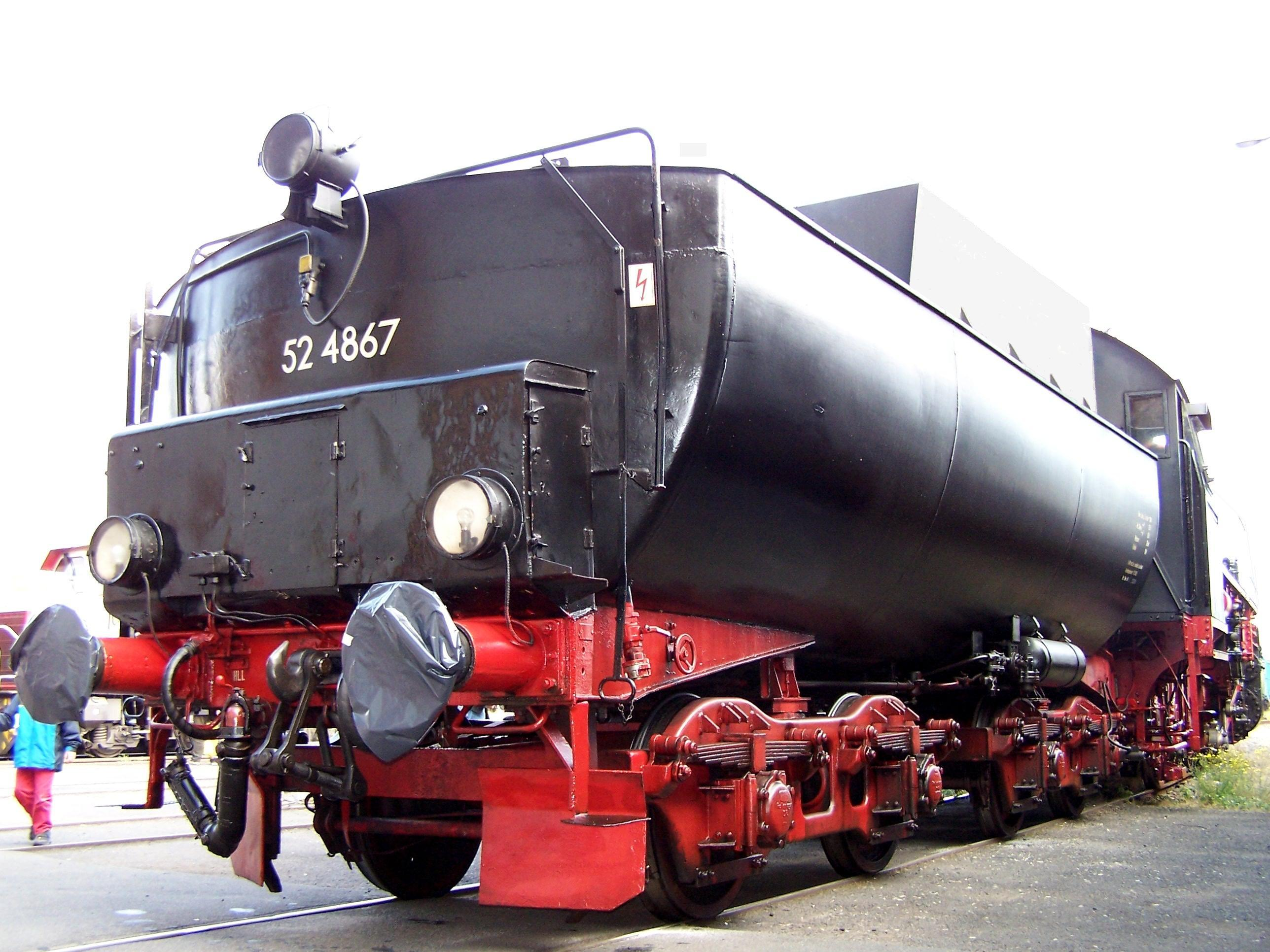
Wannentender der 52 4867 der Historischen Eisenbahn Frankfurt (HEF)

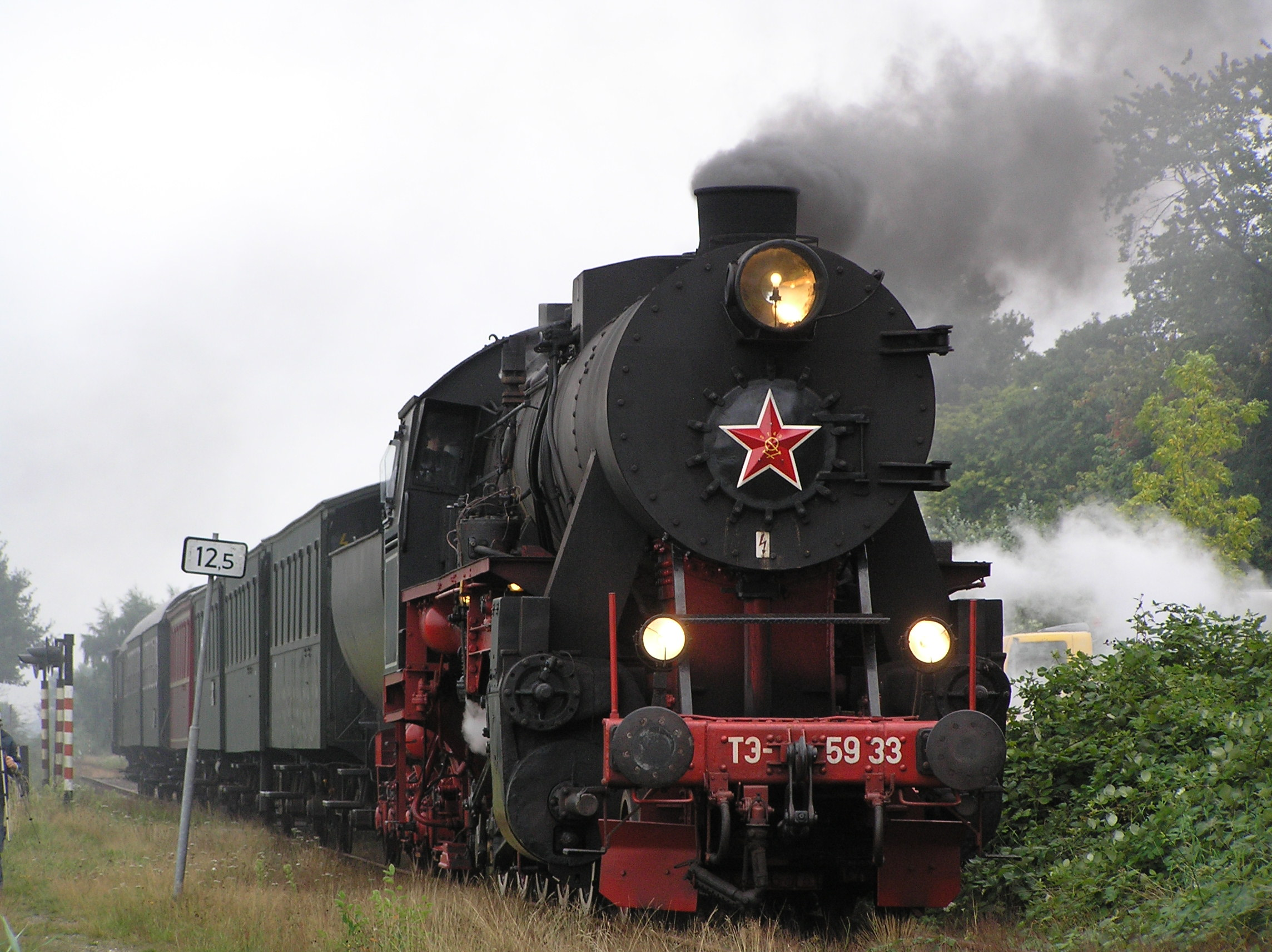
Lokomotive ТЭ 5933 der Museumseisenbahn STAR (Holland)

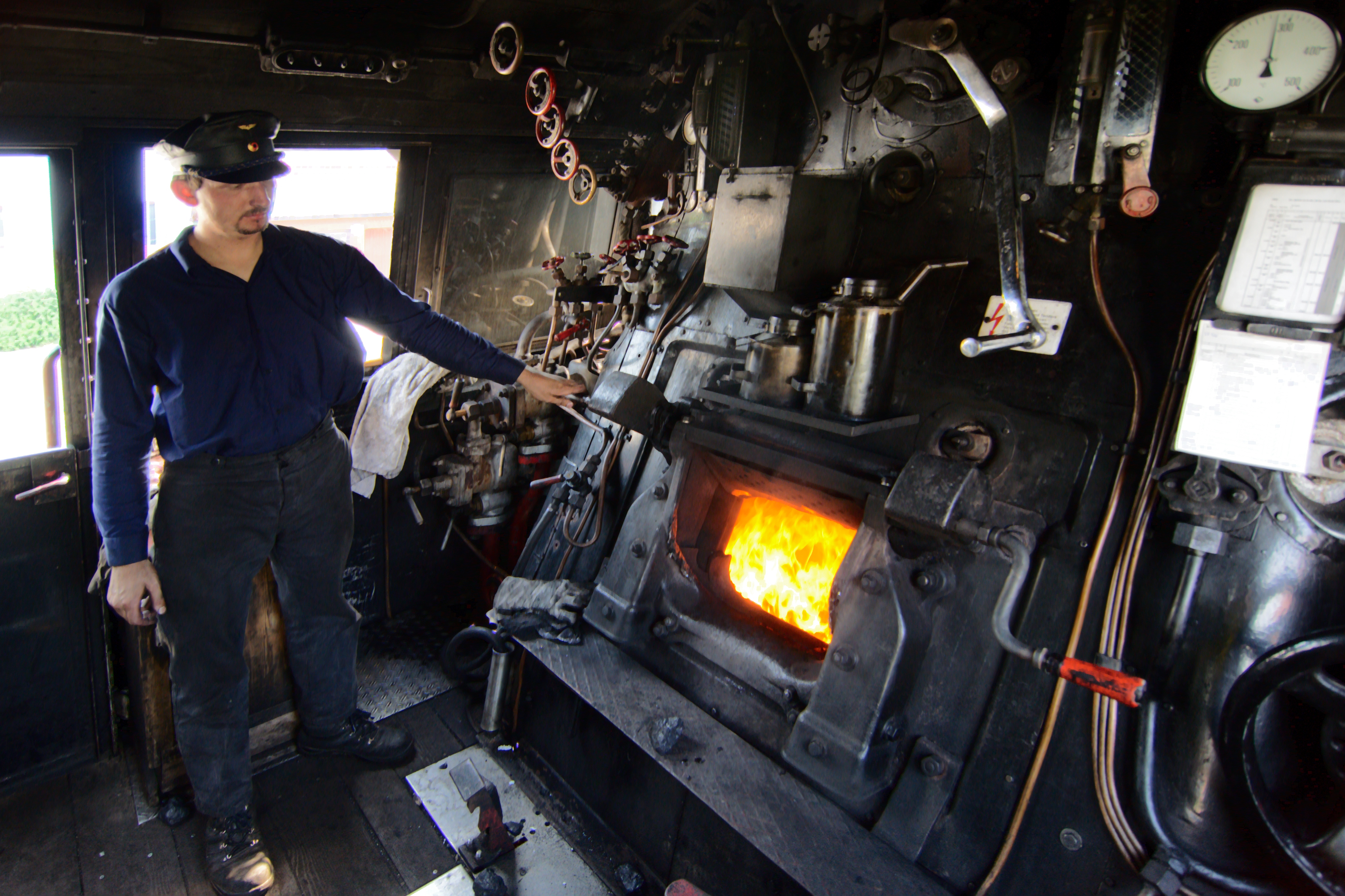
Führerstand der 52 7409 Stadt Würzburg

Die Lokomotiven der Baureihe 52 der Deutschen Reichsbahn sind die bekanntesten deutschen Kriegslokomotiven. Sie wurden ab 1942 in mehr als 7000 Exemplaren gebaut, geplant waren 15.000 Maschinen. Damit wäre diese Bauart die meistgebaute Lokomotive der Welt geworden. Tatsächlich wurden 1943 Tagesproduktionszahlen von 50 oder 51 Maschinen erreicht. Sie wurde die meistgebaute Lokomotive in Deutschland. Nach dem Krieg wurden aus vorhandenen Teilen weitere 300 Stück hergestellt. Insgesamt wurden nach Kriegsende noch über 360 Loks in Deutschland und 150 in Polen produziert. Mit den Maschinen dieser Baureihe sollte der stark gestiegene Lokomotivbedarf unter Kriegsbedingungen gedeckt werden. Die deutschen Einheitslokomotiven, von denen die Kriegslokomotiven der Baureihen 52 (und 42) abgeleitet wurden, hatten sich insbesondere wegen der zu erwartenden Verluste und für eine Großserienproduktion als zu aufwendig und teuer erwiesen. Nach dem Krieg waren die Maschinen der Baureihe 52 in vielen Teilen Europas beim Wiederaufbau noch lange unentbehrlich. Die Lokomotiven wurden nur auf eine Betriebszeit von fünf bis zehn Jahren ausgelegt. Viele Maschinen blieben jedoch über 50 Jahre im Einsatz. Sie waren eine vereinfachte Version der Baureihe 50, die statt aus über 6000 nur noch aus etwa 5000 Teilen bestand. Auch an Rohstoffen konnte gespart werden. Wie auch der Zweite Weltkrieg selbst waren sie die Ursache, dass andere Baureihen nicht mehr weitergebaut wurden oder die Prototypen neuer Baureihen nicht mehr in Serie gingen. Sie sollten überall eingesetzt werden können und den großen Lokbestand aus vielen verschiedenen Baureihen ersetzen sowie Wind und Wetter trotzen können. So auch dem russischen Winter, dessen Temperaturen unter −35 °C sanken, mit denen andere deutsche Dampfloks sehr zu kämpfen hatten.

## Geschichte

### Konstruktion
Vorgabe war eine Lokomotive mit 15 Tonnen Achslast, die einen 1200-Tonnen-Zug mit 65 km/h in der Ebene befördern konnte. Dabei wurde besonderer Wert auf eine schnelle Herstellung und geringen Materialaufwand gelegt. Auch sollte die Lokomotive robust und wartungsarm sein. Doch in der Ebene konnte sie mit 50 km/h auch einen 2000-Tonnen-Zug schleppen.
Die erste Lokomotive wurde 1942 bei Borsig fertiggestellt. Sie war drei Tonnen leichter als die der Baureihe 50. Buntmetallbauteile waren durch solche aus Stahl ersetzt worden. Statt der Barrenrahmen nach Einheitslokgrundsätzen wurden geschweißte Blechrahmen verwendet. Bereits fertiggestellte Barrenrahmen, die für Maschinen der Reihe 50 ÜK vorgesehen waren, wurden ebenfalls verwendet. Die Achslagerstellkeile entfielen bei den Blechrahmen, die Treib- und Kuppelstangen wurden aus Walzprofilen hergestellt und die im Gesenk geschmiedeten Stangenköpfe stumpf angeschweißt. Wegen des Winterbetriebes und des zu erwartenden hohen Anteils an Fahrten mit dem Tender voraus erhielten die Lokomotiven der Baureihen 52 und 42 erstmals vollständig geschlossene, sogenannte »Norweger«-Führerstände. Führerstand und Tender waren mit einem runden Faltenbalg verbunden. Die Tendervorderseiten mussten dafür angepasst werden, die Tender sind mit anderen Einheitslokbaureihen nicht freizügig tauschbar. Statt der aufwendigen Druckausgleichskolbenschieber der Bauarten Karl Schultz und Müller erhielten die Maschinen wieder Regelkolbenschieber und auf die Schieberkästen aufgesetzte Druckausgleicher Bauart Winterthur. Die Folge waren vergleichsweise schlechte Leerlaufeigenschaften. Es gab keinen Speisewasservorwärmer und eine zweite Dampfstrahlpumpe ersetzte die Kolbenspeisepumpe. Im Laufe der 40er und 50er Jahre erhielten die Lokomotiven auch noch vereinfachte Witte-Windleitbleche, nachdem sich der völlige Verzicht auf Windleiteinrichtungen nicht bewährt hatte. Fünf Lokomotiven (52 3620–3624) erhielten 1943 einen Wellrohrkessel.

#### Sonderbauformen
An diversen Exemplaren der Baureihe wurden zur Erprobung der Tauglichkeit von der Regelausführung abweichende Komponenten verbaut.
Die 52 138 erhielt einen Henschel-Dreitrommelmischvorwärmer und eine Turbospeisepumpe VTP-B 18000. Die Lokomotive bewährte sich bis zu ihrer Ausmusterung 1963 gut. Der Mischvorwärmer war rechts und links oberhalb der Rauchkammer neben dem Schornstein angebracht.
Die Lokomotive 52 4915, Fabriknummer 13985 der MBA und neun folgende Maschinen erhielten eine Sonderbauform der Lentz-Ventilsteuerung mit umlaufender Nockenwelle.
Der Antrieb der auf den Zylindern radsatzwellenparallel liegenden, sich gleichartig drehenden Nockenwelle erfolgte nicht über eine äußere Steuerung nach Heusinger, sondern von der Treibachse aus über Kegelradgetriebe und Wellen. Über eine Hohlwellenkonstruktion konnten zum Wechsel der Fahrtrichtung und Änderung des Füllungsgrades die Nocken auf der Nockenwelle verschoben werden. Die die Ventile betätigenden Nocken ersetzen zugleich Schwinge und Voreilung der äußeren Steuerungsbauart nach Heusinger. Für einen leichten Lokomotivleerlauf war an den Nocken ein Wulst angearbeitet, der es ermöglichte, die Ventile dauerhaft geöffnet zu halten. Besondere Druckausgleicher waren damit nicht erforderlich.
Im Vergleich zu gewöhnlichen Heusinger-Steuerung war diese Steuerungsbauart zwei Tonnen leichter.

### Herstellung
Um den Großauftrag erfüllen zu können, der ja neben der enorm angestiegenen Waffenproduktion (Panzer, Flugzeuge, Munition usw.) lief, wurden die deutschen Lokomotivfabriken zur Gemeinschaft Großdeutscher Lokomotivhersteller (GGL) zusammengeschlossen, die dem 1942 gegründeten Hauptausschuss Schienenfahrzeuge (HAS) unterstand. Dem HAS gehörten als Vorsitzender der ehemalige DEMAG-Direktor Gerhard Degenkolb, der Reichsminister für Bewaffnung und Munition Albert Speer sowie Reichsverkehrsminister Julius Dorpmüller an. Eine weitere treibende Kraft war der 1942 zum neuen Staatssekretär für das Verkehrswesen ernannte Albert Ganzenmüller, dem es unter anderem oblag, die schwierigen Nachschubprobleme für den Krieg gegen die Sowjetunion zu lösen.
Der Höhepunkt der Produktion wurde Anfang Juli 1943 erreicht, als die in der GGL zusammengeschlossenen Hersteller innerhalb eines Tages 51 Lokomotiven der Baureihe 52 fertigstellten. Dieses später nicht wieder erreichte Ergebnis wurde in der Kriegslokparade von Seddin von der NS-Propaganda genutzt.
Der GGL gehörten folgende Lokomotivfabriken an (mit Ausstoßzahlen der Baureihe 52 für Deutschland bis Kriegsende):
| Lokfabrik                                                                    | Ort                                                               | Anzahl |
| ---------------------------------------------------------------------------- | ----------------------------------------------------------------- | ------ |
| Lokomotivfabrik Floridsdorf (WLF)                                            | Wien-Floridsdorf                                                  | 1053   |
| Henschel & Sohn                                                              | Kassel                                                            | 1050   |
| Berliner Maschinenbau (L. Schwartzkopff)                                     | Wildau bei Berlin                                                 | 647    |
| Krauss-Maffei                                                                | München-Allach                                                    | 613    |
| Borsig-Lokomotiv-Werke                                                       | Hennigsdorf bei Berlin                                            | 542    |
| F. Schichau                                                                  | Elbing                                                            | 505    |
| MBA (Maschinenbau und Bahnbedarf AG)                                         | Babelsberg                                                        | 400    |
| H. Cegielski – Poznań (HCP) (damals zu Deutsche Waffen- und Munitionsfabrik) | Posen (Poznań)                                                    | 314    |
| Oberschlesische Lokomotivwerke Krenau                                        | Krenau (Chrzanów)                                                 | 264    |
| Maschinenfabrik Esslingen                                                    | Esslingen am Neckar                                               | 250    |
| Arnold Jung                                                                  | Kirchen (Sieg) (Jungenthal)                                       | 231    |
| Škoda                                                                        | Pilsen (Plzeň)                                                    | 153    |
| Elsässische Maschinenbau-Gesellschaft                                        | Grafenstaden                                                      | 139    |
| Gesamtzahl bis Ende des Zweiten Weltkrieges (nicht genau geklärt)            | Gesamtzahl bis Ende des Zweiten Weltkrieges (nicht genau geklärt) | 6161   |

Aufträge zur Herstellung der Lokomotivkessel hatte man an mehrere Hersteller vergeben, z. B. Deutsche Werke (Kiel), Blohm & Voss (Hamburg), Dupuis (Mönchengladbach), MÁVAG (Budapest), Frichs (Århus, Dänemark) u. a.
Im Verlauf des Zweiten Weltkriegs sank der Preis von 179.000 Reichsmark wie bei der Baureihe 50 auf 90.000 Reichsmark je Kriegslokomotive der Baureihe 52.

### Betriebsnummern
Die Lokomotiven der Baureihe 52 erhielten in Deutschland die Betriebsnummern 52 001 bis 7794. In der Sowjetunion gab es auch solche größer als 8000. Bei der 52 001 handelte es sich um die Vorauslokomotive, die, zu Präsentationszwecken mit einem Hakenkreuz auf der Rauchkammertür versehen, im gesamten Deutschen Reich unterwegs war. Die Lokomotiven 52 1850 bis 1986 waren Lokomotiven mit Kondenstendern mit (ursprünglich) fünfachsigem Schlepptender, die 52 1987 bis 2027 wurden mit vierachsigen Kondenstendern geliefert.

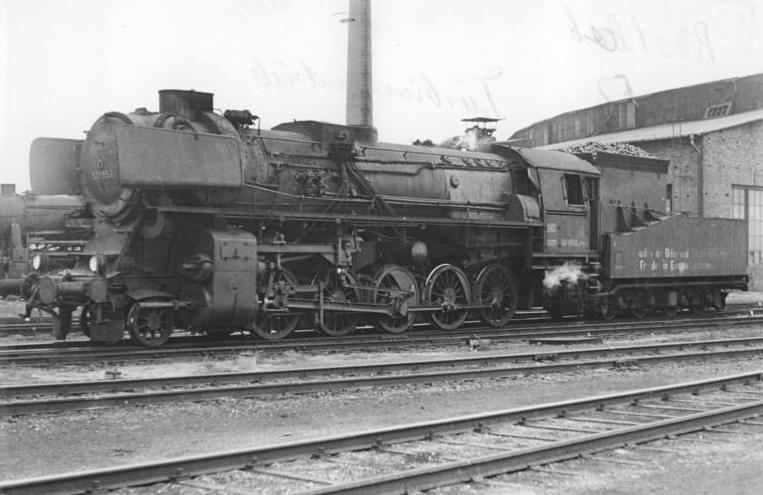
Rückgebaute 52 1952 Kon der DR, erkennbar die Saugzugturbine vor dem Schornstein und die höhere Lage des Umlaufes

Die Lokomotiven mit den deutschen Betriebsnummern 52 8001–8200 waren Rekonstruktionslokomotiven der Deutschen Reichsbahn, siehe DR-Baureihe 52.80. 25 Lokomotiven mit Ordnungsnummern zwischen 415 und 7150 wurden von der DR mit einer Kohlenstaubfeuerung ausgerüstet. Diese erhielten 1970 eine „9“ als erste Ziffer der nun generell vierstelligen Ordnungsnummern und bildeten zur Erleichterung der Triebfahrzeugdisposition die eigene Unterbaureihe 52.90, so dass nicht fortlaufende Nummern zwischen 52 9195 und 9900 besetzt waren.

### Einsatz
Die Baureihe 52 entsprach konstruktiv der DR-Baureihe 50, die seit 1939 zuverlässig im mittelschweren Güterzugdienst eingesetzt wurde und zu Beginn des Krieges zunächst als Übergangskriegslokomotive weitergebaut wurde. Ursprünglich waren die Kriegslokomotiven nur für eine kurze Lebensdauer ausgelegt. Aus Mangel an Alternativen, aber auch dank ihrer Robustheit und ihrer einfachen und soliden Konstruktion, wurden sie jedoch (nachdem man einige Entfeinerungen beseitigt hatte) bis in die späten 1980er Jahre in der DDR und anderen Ostblockländern, aber z. B. auch der Türkei, im Plandienst eingesetzt. Man findet sie heute noch im Einsatz. Geliefert oder als Beutelokomotiven einbehalten fand man die Lokomotiven der Baureihe 52 und auch der Baureihe 42 in fast ganz Europa. Alle drei Baureihen umfassend wurden über 11 000 Lokomotiven gebaut.

### Tender
Die Lokomotiven waren mit unterschiedlichen Schlepptendern gekuppelt, überwiegend mit dem charakteristischen Wannentender des Typs 2’2’ T30. Gemeinsam war ihnen die wegen des geschlossenen Norweger-Führerhauses veränderte Vorderseite, die einen Austausch mit Tendern der Regelbauart ohne Umbaumaßnahmen unmöglich macht. Beim Wannentender handelt es sich um einen von Westwaggon, Köln, entwickelten Tender mit einem Wasserkasten in Wannenform (daher die Bezeichnung) mit zwei Drehgestellen und 30 m³ Wasserinhalt sowie 10 Tonnen Kohle. Er war nach dem Vorbild von Kesselwagen als selbsttragende, rahmenlose Konstruktion ausgeführt, die Wanne nahm die Zug- und Druckkräfte auf. Die Drehgestelle wurden ebenfalls von Güterwagendrehgestellen abgeleitet. Mehr als 6000 Kriegslokomotiven der Baureihe 52 wurden mit Tendern dieser Bauart geliefert.
In geringer Stückzahl wurden auch Versuchswannentender der Bauart 2’2’ T34 mit Lokomotiven der Baureihe 52 gekuppelt, mit der Länge von 8950 Millimetern war diese Tenderbauart jedoch für 20-Meter-Drehscheiben zu lang. Daneben kamen auch andere Tender, wie der Wiener Steifrahmentender 4 T30 zum Einsatz, von dem mehr als tausend Exemplare geliefert wurden. Bei der DR, der UdSSR und in Belgien verkehrten einige Maschinen mit 2’2’ T26-Einheitstendern der Baureihe 50.
Die Kondensationslokomotiven (52 1850–2027) waren mit fünf- bzw. vierachsigen Kondenstendern der Bauarten 3’2’ T16 Kon. bzw. 2’2’ T13,5 Kon. von Henschel gekuppelt. Damit waren längere Streckenfahrten ohne Wasserfassen möglich. Ein Nebeneffekt war, dass Lokomotiven mit Kondensationseinrichtung insbesondere bei kalter Witterung wegen der geringeren Abdampffahne von Tieffliegern weniger gut entdeckt werden konnten. Die vierachsige Bauart 2’2’ T13,5 Kon entstand wiederum, weil die Lokomotiven mit den fünfachsigen Tendern zu lang für zahlreiche Drehscheiben waren. Die Kondenstender nutzten die Fahrzeugumgrenzungslinie voll aus, ein Fahren mit dem Tender voraus war mangels Sicht für das Personal als Zugfahrt nicht möglich. Insgesamt wurden 240 Kondenslokomotiven bestellt, gebaut wurden 169.
Im Ausland fuhren Lokomotiven der Baureihe 52 noch mit diversen Tenderbauarten, teilweise auch für Ölfeuerung. Nach dem Zweiten Weltkrieg erhielten die bei der Deutschen Reichsbahn zu Kohlenstaublokomotiven umgebauten Lokomotiven Wannentender der Bauart 2’2’ T24 Kst bzw. ursprünglich auch umgebaute Tender der preußischen Bauart 2’2’ T31,5 oder Steifrahmentender 4 T30. Für die Kupplung mit den Staubtendern wurden die Führerhäuser der hinten offenen Regelbauart angepasst. Dadurch waren die Staubtender untereinander freizügig tauschbar.

## Verbleib nach dem Zweiten Weltkrieg

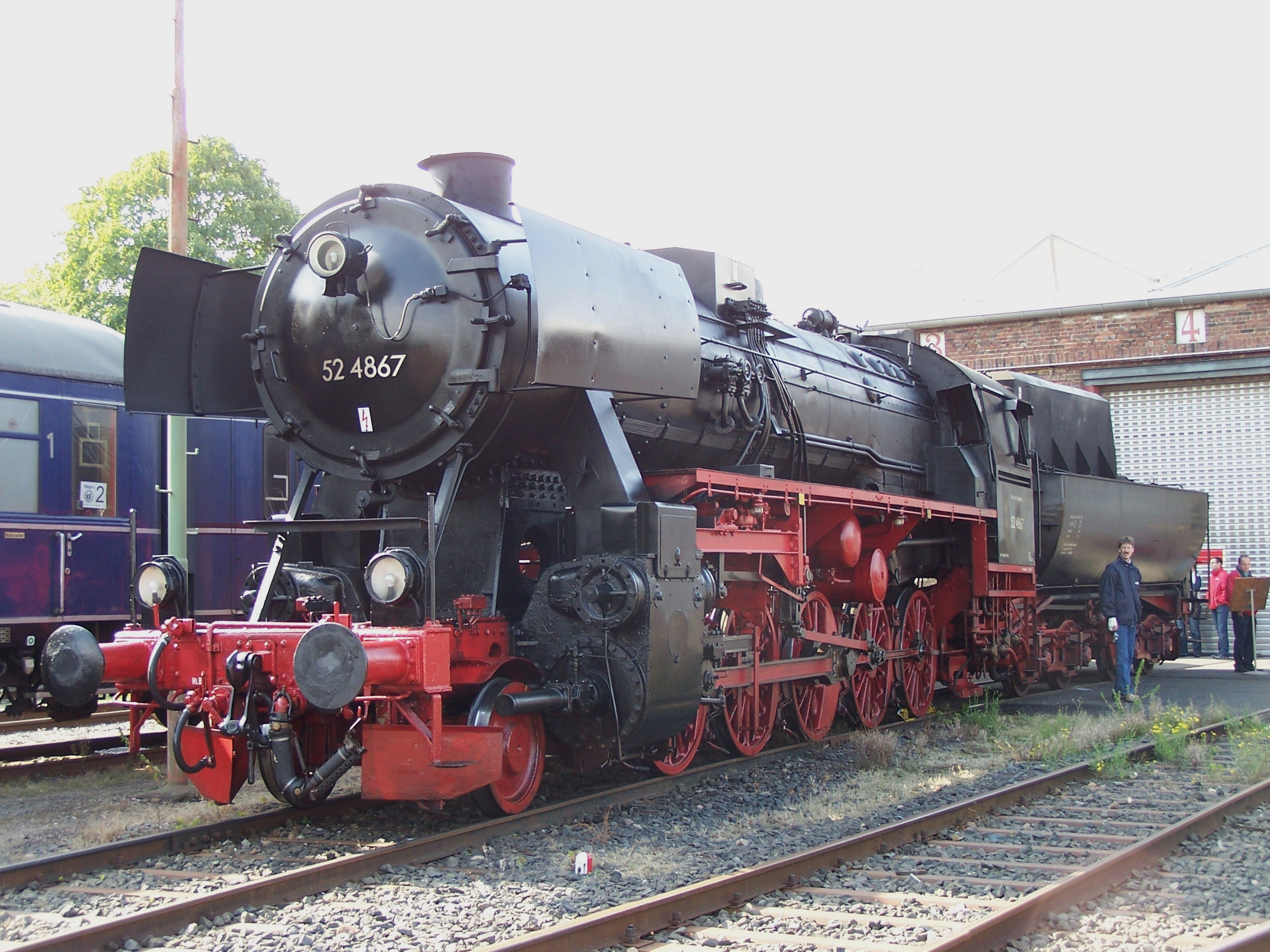
52 4867 der HEF

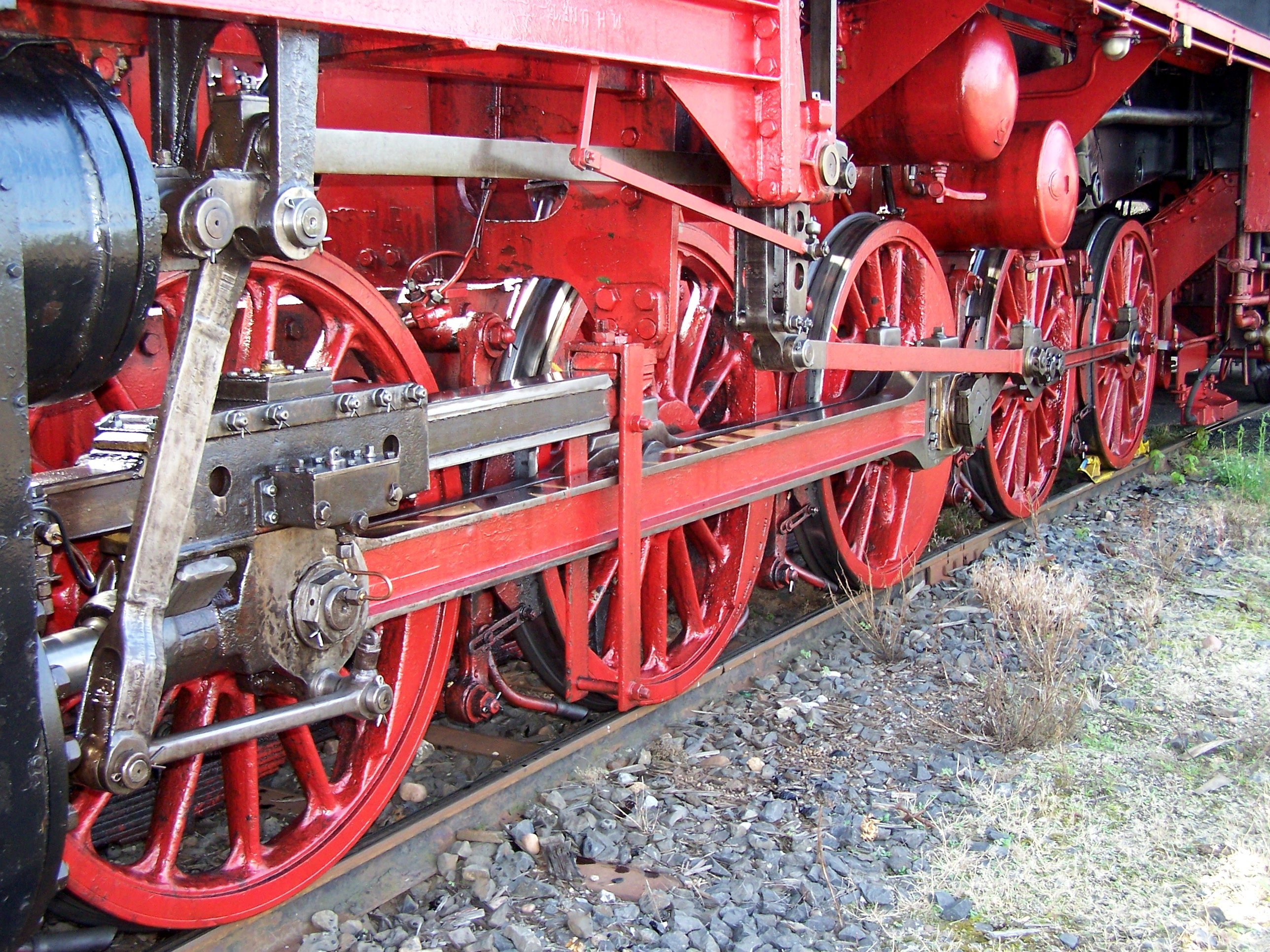
Fahrwerk der 52 4867 der HEF

Bereits während des Krieges lieferten deutsche Lokomotivfabriken Exemplare der Baureihe 52 an verbündete oder abhängige Staaten wie Bulgarien oder Kroatien. Die Türkei als vom Deutschen Reich umworbener neutraler Staat erhielt ebenfalls deutsche Kriegslokomotiven. Aufgrund des Baues in vielen Fabriken auch in den besetzten Gebieten waren verbreitet Maschinen im Bau, angearbeitete Teile und lagernde Materialreserven vorhanden. Aus diesen Teilen wurden nach Kriegsende noch Lokomotiven in verschiedenen Ländern fertiggestellt. Außerdem übernahmen viele Bahnverwaltungen in den ehemals besetzten Gebieten die zurückgebliebenen Maschinen. Für die weitere Verbreitung sorgten nachträgliche Entnahmen als Kriegsbeute.

### Deutschland
Trotz der vielen Zerstörungen, Kriegsverluste und Reparationsleistungen an die Sowjetunion verblieb in Deutschland nach dem Zweiten Weltkrieg mit mehr als 2400 Lokomotiven der größte Nachkriegsbestand. Nach Kriegsende wurden aus vorhandenen Teilen noch über 360 Lokomotiven in den Fabriken fertiggestellt. Obwohl sie nur für die Zeit des Krieges vorgesehen waren, waren viele Lokomotiven über 50 Jahre im Einsatz.

### Deutsche Reichsbahn
Bei der Deutschen Reichsbahn konnte auf diese robusten Maschinen lange nicht verzichtet werden. Auch im Jahre 1970 waren noch über 600 Kriegslokomotiven im Einsatz. Inklusive der Baureihe 52.80 existierten zur Einführung der EDV-Nummern im Jahre 1970 noch 782 Maschinen. Erst im Jahr 1989, ein Jahr nach dem offiziellen Ende des Dampflokomotivbetriebes in der DDR, gingen die planmäßigen Einsätze zu Ende. Rund 1500 Maschinen hatte sie nach 1945 übernommen, von denen zum 31. Dezember 1946 1245 betriebsfähig waren. Weitere befanden sich in der Reparatur. Die DR musste den Zugbetrieb und den Wiederaufbau der DDR mit rund 700 Kriegslokomotiven bewältigen. 613 Lokomotiven wurden insgesamt nach dem Krieg als Reparationsleistung und Kolonnenloks in die Sowjetunion abgefahren und für die Reparationstransporte aus der DDR benutzt. Am 1. Oktober 1945 fuhren bereits 367 Lokomotiven der Baureihe 52 in den Kolonnen. Am 7. Oktober 1949 gab es noch neun Lokkolonnen, von denen insgesamt 267 Maschinen der Baureihe 52 eingesetzt wurden. Im Jahr 1954 wurde die DDR nochmals sehr stark beansprucht, sodass ihr in diesem Jahr nur 505 Lokomotiven der Reihe 52 zur Verfügung standen, von denen 324 betriebsfähig waren. In diesem Jahr mussten viele Lokomotiven vorübergehend an die PKP in Polen und die ČSD in der Tschechoslowakei verliehen werden, die aber im Laufe des Jahres 1955 zurückkehrten. Die Reparationstransporte durch Lokomotivkolonnen endeten zum Jahreswechsel 1954/55. Die Sowjetunion behielt rund 700 Lokomotiven der Reihe 52 als Kriegsschadenersatz, die im Laufe der Jahre bis 1955 dort als Kolonnenloks verblieben waren, sodass der DR etwa 800 Maschinen zur Verfügung standen. In den 1960er Jahren kaufte die DR 62 Lokomotiven der Reihe 52 von der Sowjetunion zurück. Der Bestand umfasste damit mindestens 862 Lokomotiven, was sie auch weiterhin zur zahlmäßig stärksten Baureihe der DR machte. Kriegsbedingte Vereinfachungen wurden nach und nach durch das Hinzufügen neuer Bestandteile beseitigt. Nachdem eine Rekonstruktion der Maschinen 1956 abgelehnt worden war, wurde eine einfachere Generalreparatur (GR) für 300 Lokomotiven beschlossen. In den Jahren 1958 bis 1964 wurden insgesamt 69 Lokomotiven im Raw Stendal einer Generalreparatur unterzogen. Dabei erhielten sie einen neuen, geschweißten Stehkessel, einen Mischvorwärmer vor dem Schornstein, für den die Rauchkammer um 200 mm verlängert wurde und im Zusammenhang damit eine Doppelverbundspeisepumpe an Stelle des zweiten Injektors. Lokomotiven mit Blechrahmen erhielten dabei auch Stellkeile an den Achslagern, die bisher nur bei den Barrenrahmen vorhanden waren. Die sonstigen kriegsbedingten Vereinfachungen wie Probierhähne an Stelle des zweiten sichtbaren Wasserstandes, wurden ebenfalls beseitigt. Durch die Aufnahme in das Rekonstruktionsprogramm ab 1960 lief die Generalreparatur langsam aus. Die generalreparierten Lokomotiven behielten ihre ursprünglichen Betriebsnummern. Heutzutage sind in Deutschland nur noch drei generalreparierte Lokomotiven vorhanden, dazu zählen die betriebsfähige 52 1360 der Stadt Goslar sowie die rollfähige 52 3548 in Nördlingen und die in Leipzig ausgestellte 52 5448.

#### DR-Baureihe 52.80
Da die Kosten für die Kesselarbeiten bei der Generalreparatur im Bereich eines Neubaukessels lagen, entschied man sich doch für die Einbeziehung in das Rekonstruktionsprogramm. Von 1960 bis 1967 wurden 200 Maschinen einem umfangreichen Umbau unterzogen. Diese Lokomotiven erhielten neue, leistungsfähigere Kessel, die mit denen der Baureihe 50.35 tauschbar waren. Die Anpassungsarbeiten erfolgten deshalb ausschließlich am Rahmen. Dafür wurden nur Maschinen mit Blechrahmen verwendet. Die auffälligsten Unterschiede zu den GR-Lokomotiven sind die größere Anzahl Waschluken im Hinterkessel, ein zweiter Sandkasten und wegen des breiteren Hinterkessels eine neue Führerstandsvorderwand mit ovalen Stirnfenstern. Diese Maschinen erhielten neue Betriebsnummern, sie bildeten die Baureihe 52.80 und standen bis zum Ende des planmäßigen Dampflokeinsatzes bei der DR vereinzelt im Einsatz. Ihr Planeinsatz überlebte sogar ein Jahr das offizielle Ende des Dampflokomotivbetriebes auf Regelspur 1988. Auch nach dem Ende des Plandienstes wurden viele von ihnen für Sonderfahrten, Plandampf-Veranstaltungen oder als Heizloks genutzt. Am 1. Januar 1992 waren noch 113 Lokomotiven bei der DR vorhanden. In diesem Jahr erhielten sie für einige Monate die gemeinsame Reihenbezeichnung 052, die bei der DB auch schon für 450 Exemplare der Baureihe 50 verwendet worden war. Auch die Denkmallokomotive 52 8015 und die Altbaulokomotive 50 2740 wurden mit entsprechenden Betriebsnummern versehen.
Bei den Bahnbetriebswerken in der Oberlausitz bildeten die Lokomotiven der Baureihe 52.80 in den 1980er Jahren das Rückgrat des Dampflokomotivbestandes. So konnten die Maschinen zwischen Dresden und Hoyerswerda, wie auch zwischen Zittau, Löbau und Ebersbach/Sa. im Personen- und Güterzugdienst angetroffen werden. Einige Maschinen wurden noch bis Ende 1993 als betriebsfähige Heizloks in Berlin-Schöneweide unterhalten. Am 29. Mai 1994 wurden die letzten drei Heizlokomotiven in Schöneweide ausgemustert. Berlin war seit 1942 eine Hochburg der Kriegsloks gewesen. In Seddin bei Berlin wurde 1943 auch mit 51 neuen Kriegslokomotiven die höchste Tagesproduktion in der Geschichte gefeiert. Allein das Bahnbetriebswerk Schöneweide zählte in den 1960er Jahren 53 Maschinen. Insgesamt waren in den Bahnbetriebswerken Ost-Berlins 130 52er beheimatet. Bis zum Ende der Dampflokunterhaltung zum Jahreswechsel 1966/67 hatte auch das einzige Lokomotiv-Bahnbetriebswerk in West-Berlin, das Bw Grunewald, Lokomotiven der Reihe 52 im Bestand. Insgesamt waren in und um Berlin über 200 Kriegslokomotiven im Einsatz.

#### DR-Baureihe 52.90

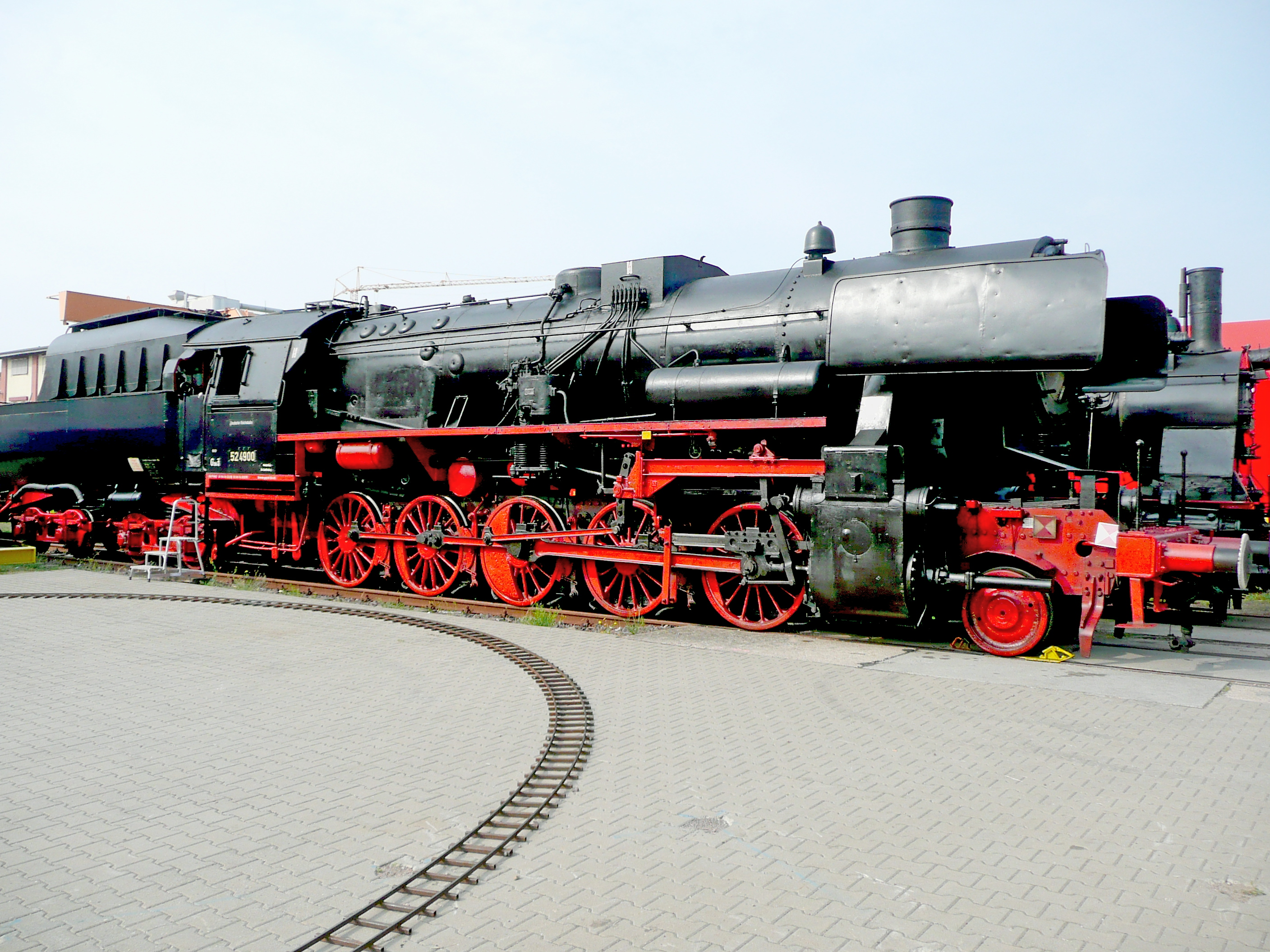
52 4900 im DB-Museum Halle anlässlich des Elloktreffens 2017

Etliche Dampflokomotiven der DR erhielten wegen Steinkohlenmangels nach dem Krieg eine Braunkohlenstaubfeuerung nach dem System Wendler. Bei diesem System wurde der Kohlenstaub nicht mit einer Förderschnecke, sondern per Druckluft im Tender transportiert und dann zusammen mit Luft durch den Unterdruck in der Rauchkammer in die luftdicht ausgemauerte Feuerbüchse eingesogen. Zwei Wirbelbrenner sorgten für die Verbrennung des Kohlenstaubes. 1953/54 und 1956–1958 wurden im Raw Stendal auch 25 Lokomotiven der Baureihe 52 auf Kohlenstaubfeuerung umgebaut.
Markant an den Kohlenstaublokomotiven waren die nach hinten offenen Führerstände, vergleichbar denen der Einheitsbauart, und die umgebauten Wannentender mit erhöhter Wanne und in den Kohlenkasten eingesetzten Staubbunkern. Zunächst waren es einteilige Staubkammern, die ab 1956 umgebaute zweite Serie erhielt dreiteilige Staubkammern. Für Langläufe und wegen der begrenzten Anzahl der Bahnbetriebswerke mit Staubbunkereinrichtung besaßen die Staubtender Anschlussmöglichkeiten für Kohlenstaubsilowagen. Mit Einführung der EDV-Nummern fasste man die Kohlenstaublokomotiven zur Unterscheidung in der Unterbaureihe 52.90 zusammen, indem die erste Stelle der vierstelligen Ordnungsnummer durch eine „9“ ersetzt wurde. Waren bei der Umnummerierung noch alle 25 Maschinen im Bestand, wurden bald darauf die ersten Lokomotiven abgestellt. 1979 wurde mit 52 9195 (ehemals 52 7195) die letzte betriebsfähige Kohlenstaublokomotive abgestellt. Die letzte erhaltene Kohlenstaublokomotive 52 9900 (ehemals 51 4900) wurde 1978 abgestellt. Die nicht betriebsfähige Lokomotive wird im DB-Museum Halle (Saale) als eine Leihgabe des Verkehrsmuseums Dresden von Eisenbahnfreunden gepflegt.

### Deutsche Bundesbahn

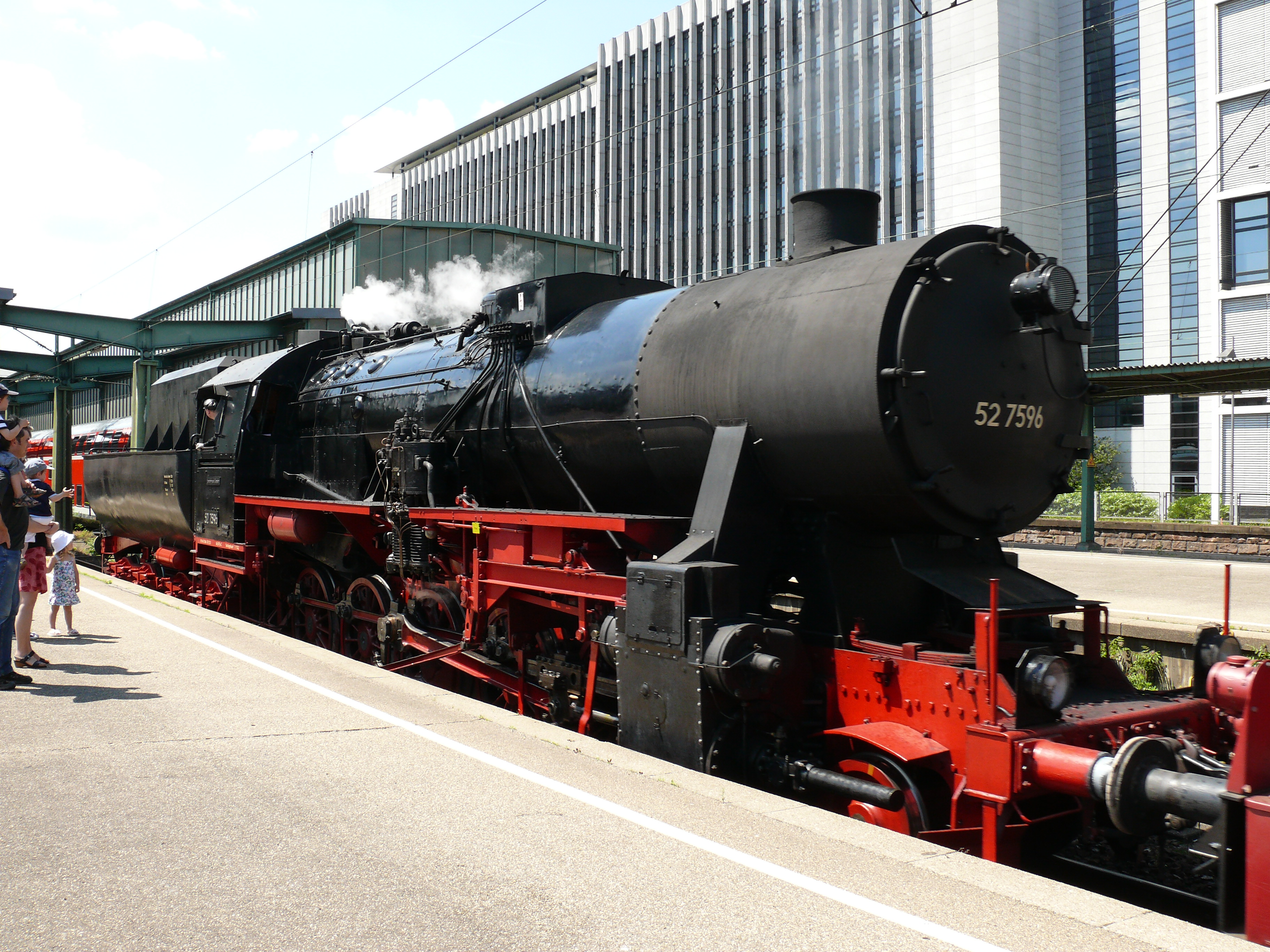
52 7596 im Bahnhof Stuttgart Hbf

Die Deutsche Bundesbahn hatte zwischen 820 und 921 Lokomotiven übernommen. Hinzu kamen aus noch vorhandenen Teilen gebaute 88 weitere Kriegslokomotiven. Da sie aber nach 1945 den größten Teil der im Osten Deutschlands evakuierten modernen Lokomotiven übernahm, konnte sie auf die Kriegslokomotiven schon bald verzichten. Nur 254 Lokomotiven wurden noch von der DB eingesetzt, ehe 1954 die Ausmusterung begann. Nur 154 Maschinen waren nach 1945 noch betriebsfähig. Bis Jahreswechsel 1949/50 wurden noch hundert weitere aufgearbeitet. Ihre letzten 52er der Nachkriegslieferung musterte sie im Oktober 1962 (Bw Duisburg-Wedau) aus. Zu den letzten gehörte die 52 884. Die Lok 52 138 erlebte als einzige auch noch das Jahr 1963. Im Bw Kirchweyhe waren in den 1950er Jahren auch noch einige Kondenslokomotiven beheimatet.
Die Stammnummer wurde in leicht abgewandelter Form als Baureihe 052 ab 1968 erneut verwendet. Da bei der DB bei der Umstellung auf das neue EDV-Baureihenschema 1968 bereits alle Lokomotiven der Baureihe 52 ausgemustert worden waren, waren die Stammnummern 051 bis 053 frei. So konnte bei Lokomotiven der Baureihe 50 die Tausenderstelle der Ordnungsnummer in die Baureihennummer verschoben werden, womit auch die neue Bezeichnung 052 entstand. Dieser Weg wurde gewählt, da noch eine große Anzahl dieser Lokomotiven vorhanden war und es daher beim einfachen Weglassen der Tausenderstelle zu zahlreichen Doppelbelegungen gekommen wäre. Aufgrund der nahen technischen Verwandtschaft zwischen den Baureihen 50 und 52 (siehe unter Herstellung) ist die Unterscheidung für Nicht-Spezialisten oft nur anhand der vorhandenen bzw. fehlenden führenden Null und Prüfziffer möglich. Dazu beigetragen haben auch die Tatsachen, dass die DB als Ersatz für Kessel aus nicht alterungebeständigem Kesselbaustahl St 47K bei der Baureihe 50 keine neuen konstruieren musste, da sie die St34-Kessel nicht mehr benötigter Lokomotiven der Baureihe 52 verwenden konnte, und dass die DB bei vielen Einheitslokomotiven die Frontschürzen nach dem Vorbild der Kriegslokomotiven entfernen ließ. Über 500 Lokomotiven der Baureihe 50 erhielten diese überarbeiteten Kessel aus St34, die nun durch den fehlenden Speisedom am Kessel auffielen. Während des Zweiten Weltkrieges wurden schon Lokomotiven der Baureihe 50 während der laufenden Serienproduktion entfeinert, sodass sie äußerlich den 52ern fast entsprachen und als Übergangskriegslokomotiven (50 ÜK) bezeichnet wurden. Die letzten 120 Maschinen mit den Ordnungsnummern 3045–3164 wurden mit einem Wannentender gekuppelt. Nach der Ausmusterung der Lokomotiven der Reihe 52 durch die DB wurden weitere Lokomotiven der Reihe 50 mit Wannentendern gekuppelt. Insgesamt verkehrten bei der Deutschen Bundesbahn ca. 128 Lokomotiven der Reihe 50 mit einem Wannentender. Für zehn Maschinen wurden auch Steifrahmentender bestellt. Doch nur die 50 2955 und 2960 erhielten wirklich einen Steifrahmentender. Die meisten Wannentenderloks und auch ein paar normale 50er mit Einheitstendern hatten ein geschlossenes Führerhaus erhalten. Bei der DB behielten alle 50er ihren Wannentender. Die 16 bei der Deutschen Reichsbahn verbliebenen Lokomotiven der Baureihe 50 mit Wannentendern wurden Ende der 1960er Jahre bis auf die 50 3048 mit Einheitstendern 2’2’ T26 gekuppelt. Die 52 3048 war 1966 vorübergehend mit einem Steifrahmentender gekuppelt und bekam wenige Monate später wieder einen Wannentender, den sie bis zu ihrer Ausmusterung behielt. Auch ca. 700 Personenzuglokomotiven der Reihe 38 erhielten bei der DB einen Wannentender, der ihnen neben dem größeren Fassungsvermögen auch ein besseres Brems- und Laufverhalten verlieh, letzteres insbesondere bei Fahrten mit dem Tender voraus. Die 47 Wendezuglokomotiven hatten als Anpassung neben einem Wannentender auch geschlossene Führerhäuser erhalten.
Mit Einführung des gemeinsamen Nummernplanes der beiden deutschen Staatsbahnen wurden die verbliebenen Lokomotiven der Baureihen 52.1 und 52.8 der DR, die keine offiziellen Museumslokomotiven waren, in die Baureihe 052 umgezeichnet.

### Reihe 52/152 in Österreich

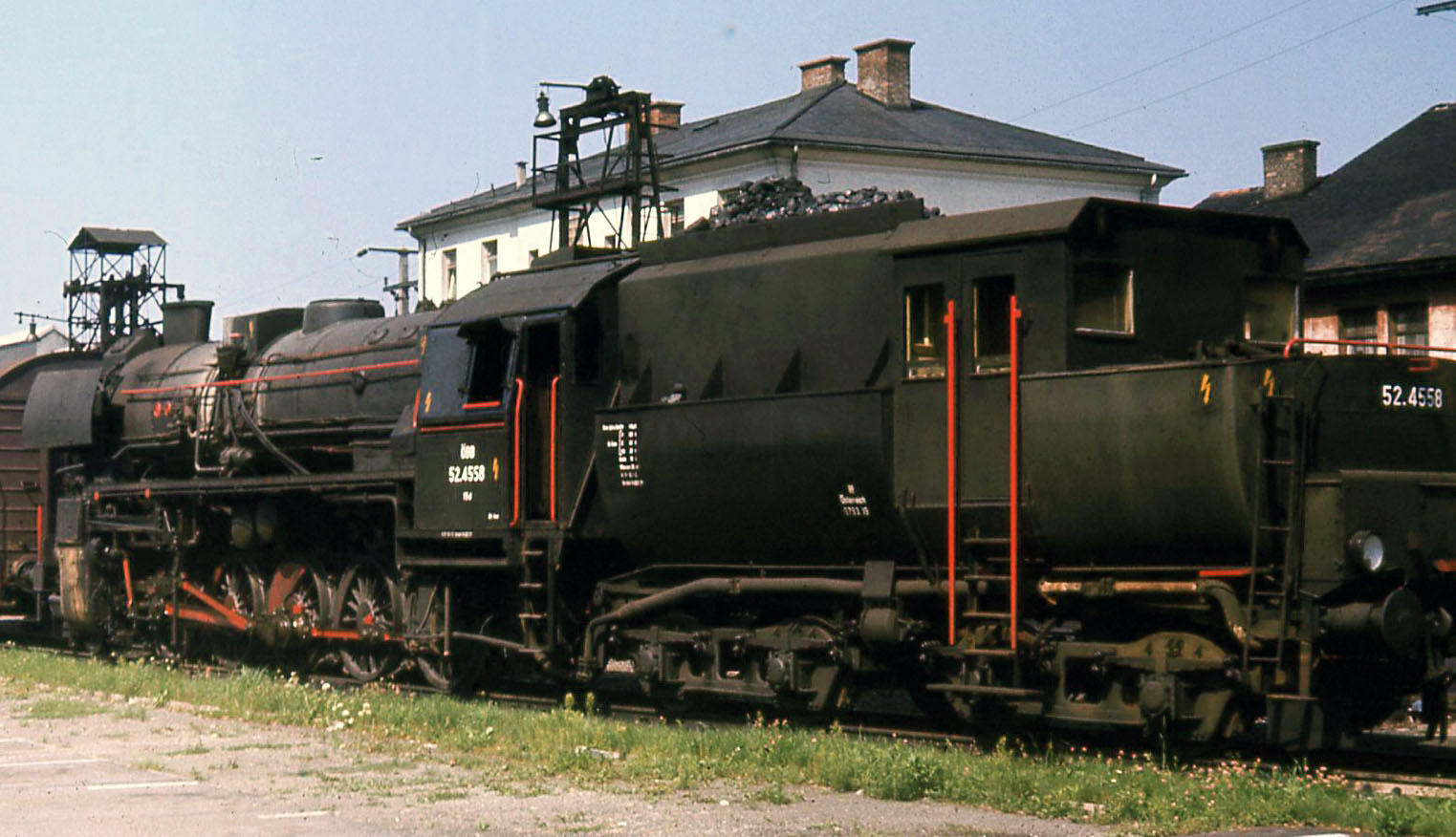
Der Kabinentender ist ein auffälliges Merkmal zahlreicher ÖBB-Lokomotiven der Reihe 52.

In Österreich befanden sich nach Kriegsende 700 bis 750 Lokomotiven, von denen nach Ausmusterungen, Rückgaben, Tauschen und Beschlagnahmen 1953 letztlich noch 313 für die Umzeichnung auf den neuen ÖBB-Nummernplan übrigblieben, die bei den Österreichischen Bundesbahnen unter Beibehaltung der Nummerierung als Reihe 52 eingereiht wurden, aber nach österreichischer Tradition mit einem Punkt zwischen Stamm- und Ordnungsnummer. Jene 37 Maschinen, die auf einem Barrenrahmen aufgebaut waren, erhielten die Reihenbezeichnung 152. Während des Zweiten Weltkrieges wurden 1170 Maschinen in Österreich gebaut. Insgesamt waren 945 Loks nach dem Zweiten Weltkrieg im Besitz Österreichs, wovon ca. 230 an andere Länder ausgeliehen waren. Der Bestand in den Zonen der Westmächte umfasste 313 Lokomotiven, erfuhr jedoch noch eine Vergrößerung durch die Restbestände der russischen Besatzungszone. Hier waren mehr als 184 Loks von der UdSSR als Beutegut beschlagnahmt und an die Eisenbahnen in Jugoslawien, Ungarn und Rumänien verliehen worden. Aufgearbeitet werden mussten sie aber auf Kosten Österreichs.
Aufgrund ihrer großen Zahl, die alle anderen Lokomotivreihen bei weitem übertraf, dominierten sie die Dampftraktion im Nachkriegsösterreich. Sie wurden dabei diversen Umbauten unterzogen, wobei der Einbau eines Giesl-Ejektors bei knapp der Hälfte und der Einbau einer Zugführerkabine in den Wannentender bei rund einem Drittel sowie eines Heinl-Mischvorwärmers bei immerhin 40 Lokomotiven die häufigsten und optisch markantesten darstellten.
Neben dem naheliegenden Einsatzgebiet im Güterverkehr kamen sie dabei bei allen Zuggattungen bis hin zu internationalen Schnellzügen zum Einsatz. Die letzten Lokomotiven wurden im Jahre 1978 aus dem Planbetrieb genommen und waren damit abgesehen von Zahnradlokomotiven der Erzbergbahn die letzten Normalspurdampflokomotiven im Dienst der ÖBB. Den Abschluss bildete am 5. Dezember 1978 die Lokomotive 52 1227. Bei den Privatbahnen ROeEE/GySEV und GKB standen Maschinen der Reihen 52 und 152 noch einige Zeit länger im Einsatz. Die GKB hatte zwischen 1968 und 1973 13 Barrenrahmenlokomotiven der Baureihe 152 gekauft. Zu ihnen zählte auch die 52 4867, die nach ihrer Ausmusterung als Museumslokomotive nach Deutschland gelangte.
Einige Exemplare werden von diversen Organisationen bis heute für Nostalgiezwecke erhalten, wovon wiederum ein Teil aus ehemaligen JŽ- oder DR-Beständen stammt, und erst viele Jahre nach dem Ende des planmäßigen Einsatzes von Dampflokomotiven nach Österreich kam.

### Reihe ТЭ in der Sowjetunion

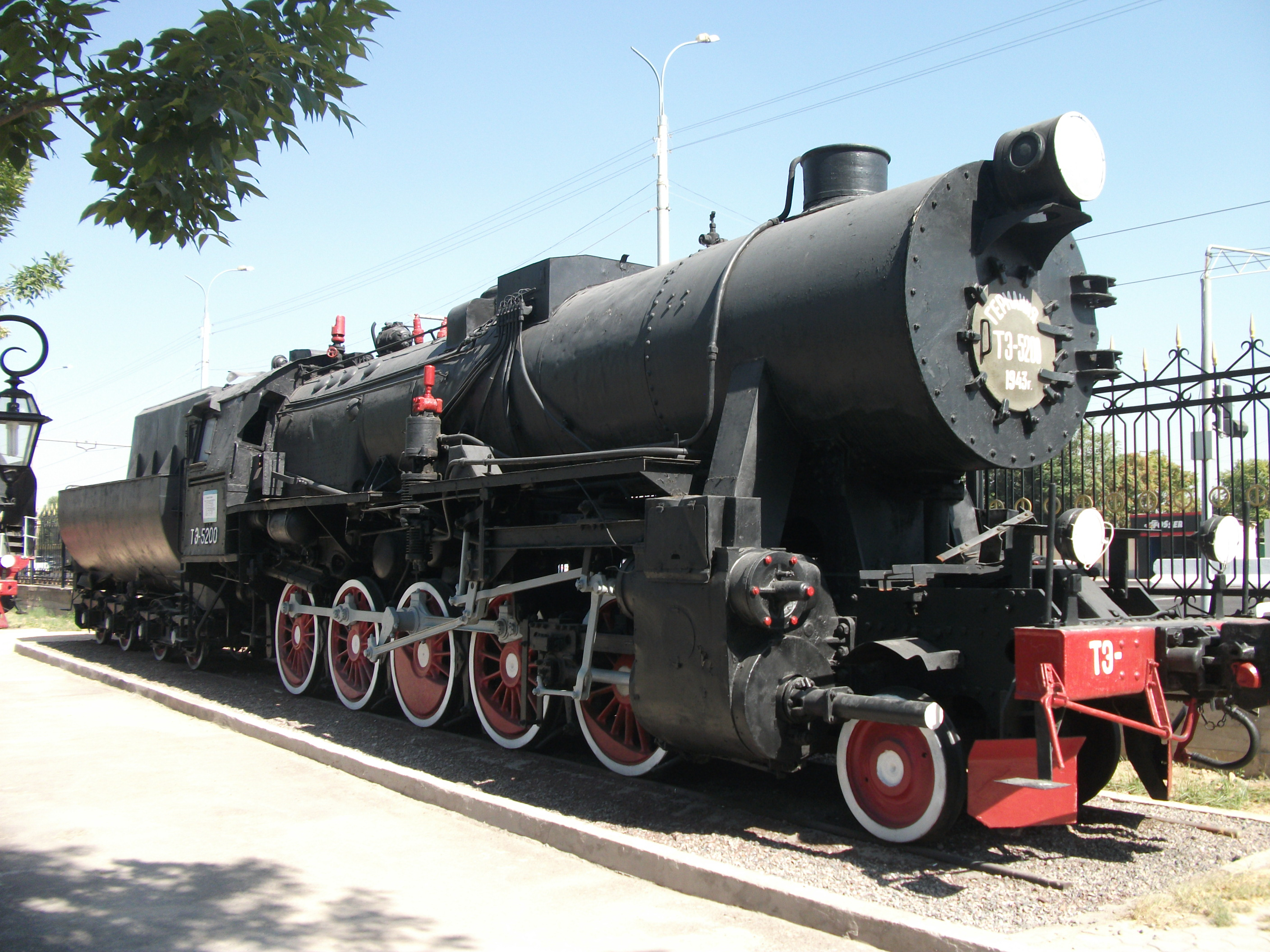
ТЭ 5200 im Eisenbahnmuseum Taschkent, Usbekistan

Mehr als 2000 Lokomotiven gelangten nach dem Krieg in die UdSSR. Weitere Lokomotiven wurden hier nach dem Krieg noch fertiggestellt und erhielten Ordnungsnummern ab 8000. 700 weitere Loks kamen von 1945 bis 1955 als Beutegut der DDR hinzu. Sie wurden auf unterschiedliche Weise angepasst und umgebaut. Die Umspurung auf russische Breitspur von 1520 Millimetern, also nur 85 mm Unterschied, erfolgte mit relativ einfachen Mitteln: auf die Naben der Radsterne wurden innen Bunde aufgeschweißt, danach wurden sie mit dem neuen Spurmaß auf die ursprünglichen Achswellen aufgepresst. Teilweise und verschleißabhängig wurden auch neue, längere Achswellen eingebaut.
Die Zylinder wurden mit Zwischenlagen weiter nach außen gesetzt. Aufwändig war der Einbau der Aufnahmen für die SA-3-Mittelpufferkupplung in die Tender, vor allem bei den nicht dafür vorgesehenen Wannentendern 2’2’ T30, die keinen Bodenrahmen im herkömmlichen Sinn aufweisen. Typisch war die kleine russische Rauchkammertür. Zahlreiche Maschinen erhielten Ölfeuerung.
Viele wurden durch die Traktionsumstellung schon in den 1960er Jahren entbehrlich und an andere Länder des Ostblocks (auch die DDR) verkauft. Im Raum Kaliningrad waren noch bis in die 1990er Jahre viele regelspurige Lokomotiven als strategische Reserve abgestellt.

### Ty2 / Ty42 in Polen

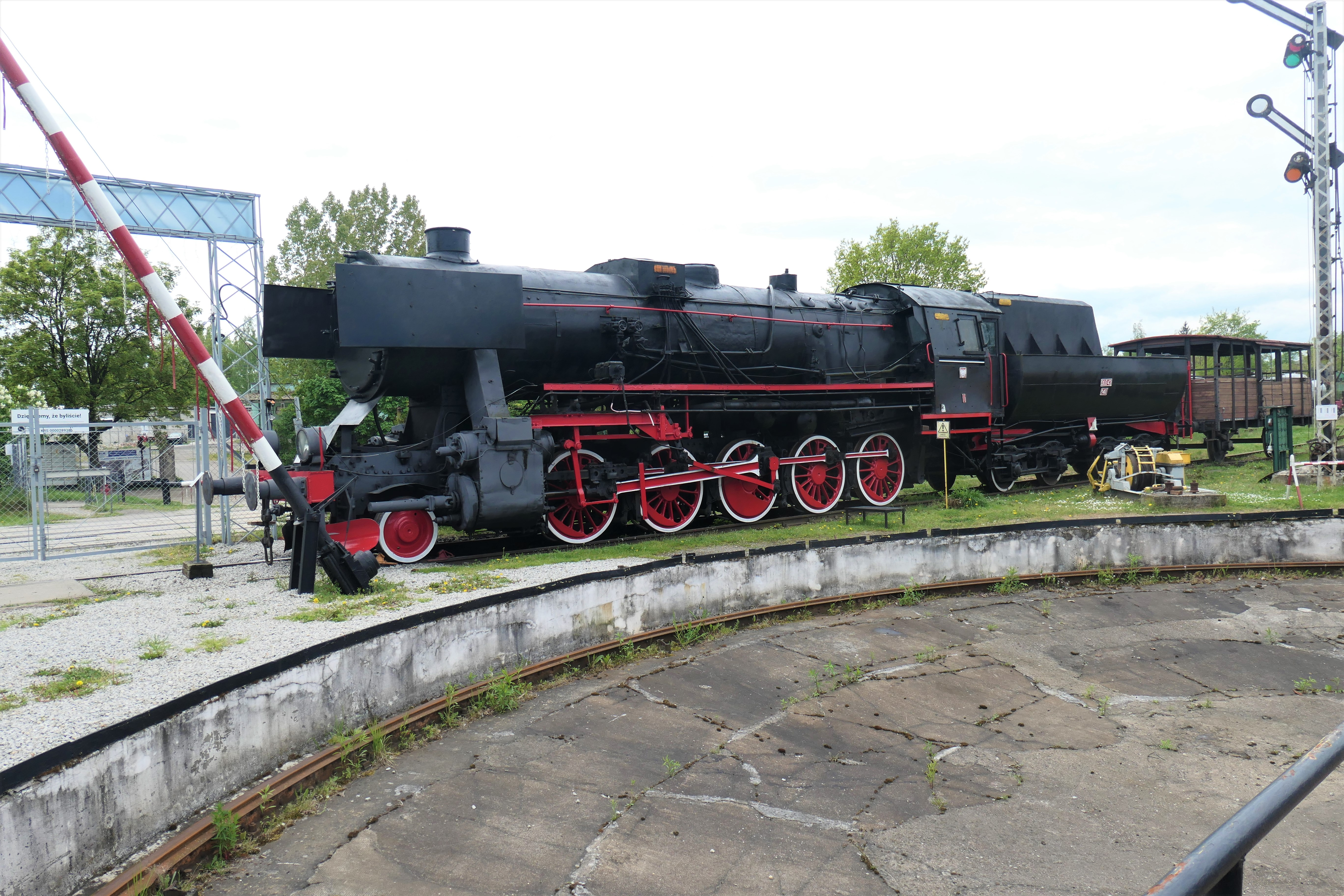
Ty 42.1 im Eisenbahnmuseum Jaworzyna Śląska

In Polen verblieben zwischen 1116 und 1207 Lokomotiven, weitere 200 wurden zwischen 1962 und 1964 aus der Sowjetunion angekauft. Die Lokomotiven wurden bei den PKP als Ty2 bezeichnet. Bis 1946 wurden in den Werken in Posen und Chrzanów zu Kriegsende in Bau befindliche Lokomotiven fertiggestellt und aus vorhandenen Teilen weitere Maschinen gebaut. Diese wurden in der Baureihe Ty42 geführt, die letztlich 150 Exemplare umfasste.
Die Ausmusterungen begannen in den 1980er Jahren und fanden 1993 ihren Abschluss. Derzeit sind in Polen zwei Ty2-Maschinen betriebsfähig erhalten, Ty2-911 sowie Ty2-953. Beide Lokomotiven sind im Museum für Fahrzeuge und Bahntechnik in Chabówka stationiert und kommen vor planmäßigen sogenannten Retro-Zügen zum Einsatz.

### Reihe 555.0 in der Tschechoslowakei

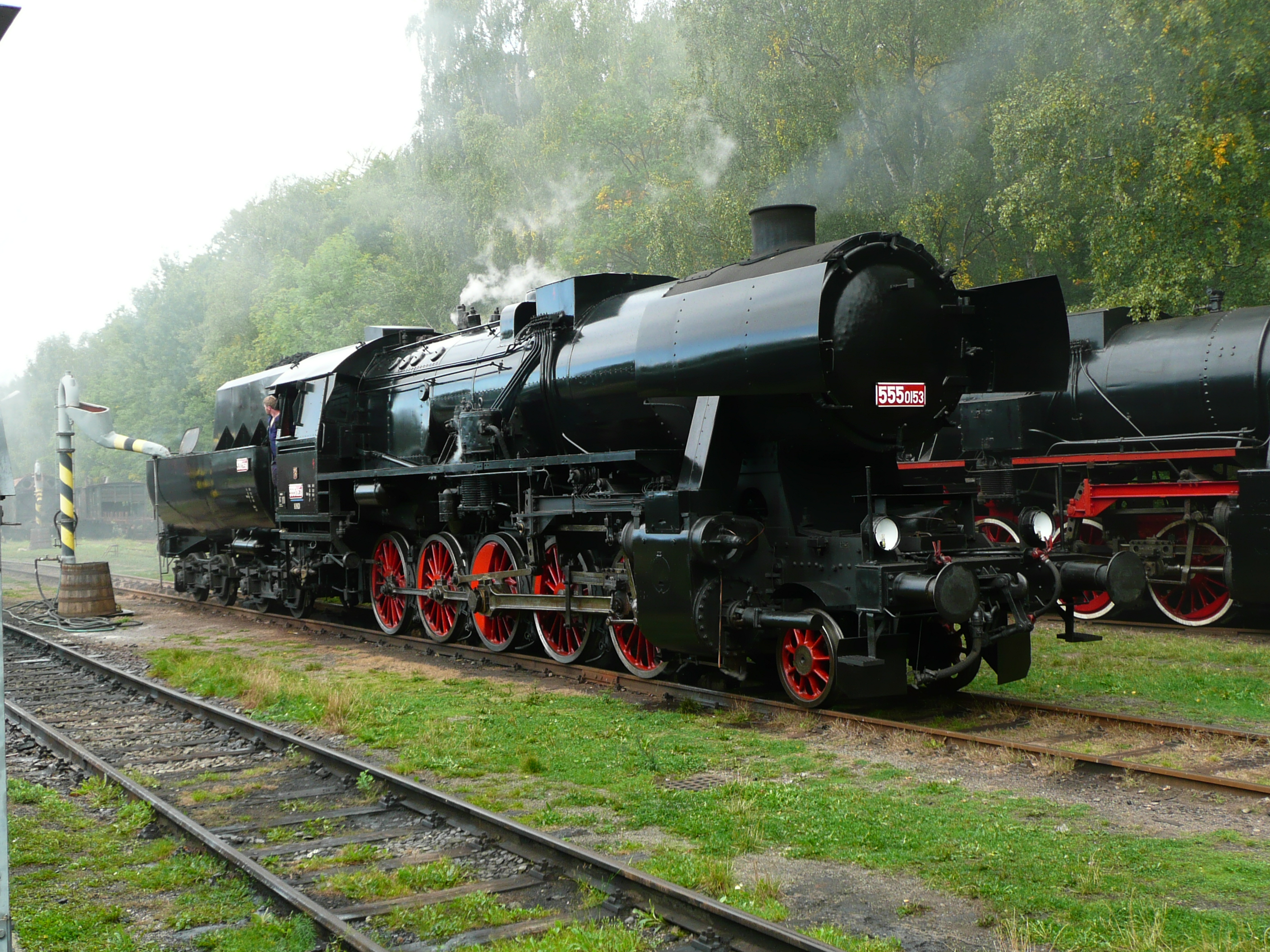
555.0153 im Eisenbahnmuseum Lužná u Rakovníka

In der Tschechoslowakei verblieben nach dem Krieg 200 Maschinen. Sie wurden von den Československé státní dráhy (ČSD) als Baureihe 555.0 eingeordnet. In den Jahren 1962 und 1963 übernahm die ČSD 100 weitere Lokomotiven der Baureihe ТЭ von den sowjetischen Staatsbahnen. Diese Lokomotiven erhielten die Nummern 555.0201 bis 555.0300. Sie waren zunächst sehr geschätzt, weil sie bessere Fahreigenschaften als die Reihe 534.03 hatten. Ihre Schwäche war die vorzeitige Materialermüdung beim Kessel und beim Tender. Die 52 5933 blieb als Museumslokomotive erhalten und erhielt dafür auch wieder ihre deutsche Betriebsnummer.
199 Lokomotiven wurden bis 1966 auf Ölhauptfeuerung umgebaut und in die Reihe 555.3 eingeordnet. Die bei Konstruktion und Betrieb gewonnenen Erkenntnisse wurden beim Bau der Reihe 556.0 berücksichtigt. Nach Erscheinen dieser neueren Reihe wurde sie in untergeordnete Dienste abgedrängt. Am 15. Mai 1973 wurde im Depot Česká Lípa mit der 555.0259 die letzte „Němka“ („Deutsche“), so ihre Bezeichnung beim Personal, abgestellt. Die Lokomotiven 555.0153 und 3008, letztere mit Ölfeuerung, blieben als heute wieder betriebsfähige Museumslokomotiven erhalten.
Für die Baureihe 50 wurde hier die Baureihenbezeichnung 555.1 verwendet.

### Reihen 26 und 27 in Belgien
Die in Belgien verbliebenen Lokomotiven wurden von der Nationalen Gesellschaft der Belgischen Eisenbahnen (SNCB) als Reihe 26 bezeichnet. Das waren Lokomotiven, die von belgischen Lokomotivfabriken erst 1945 gebaut und kurz nach Kriegsende ausgeliefert wurden. Insgesamt umfasste die Reihe 26 die Lokomotiven 26.001 bis 26.100. Zehn Lokomotiven gingen 1946 an die luxemburgische Chemins de Fer Luxembourgeois (CFL). Die SNCB musterte ihre letzten Maschinen 1963 aus. Nach Ausmusterung der Lokomotiven erhielten die Maschinen der SNCB-Reihe 126 die freigewordene Stammnummer 26 in Zweitbelegung.
Drei Maschinen mit Kondenstender blieben ebenfalls in Belgien, erhielten die Reihenbezeichnung 27 und wurden bis 1950 eingesetzt. Anschließend gingen sie an die Deutsche Bundesbahn.

### Type 63a in Norwegen

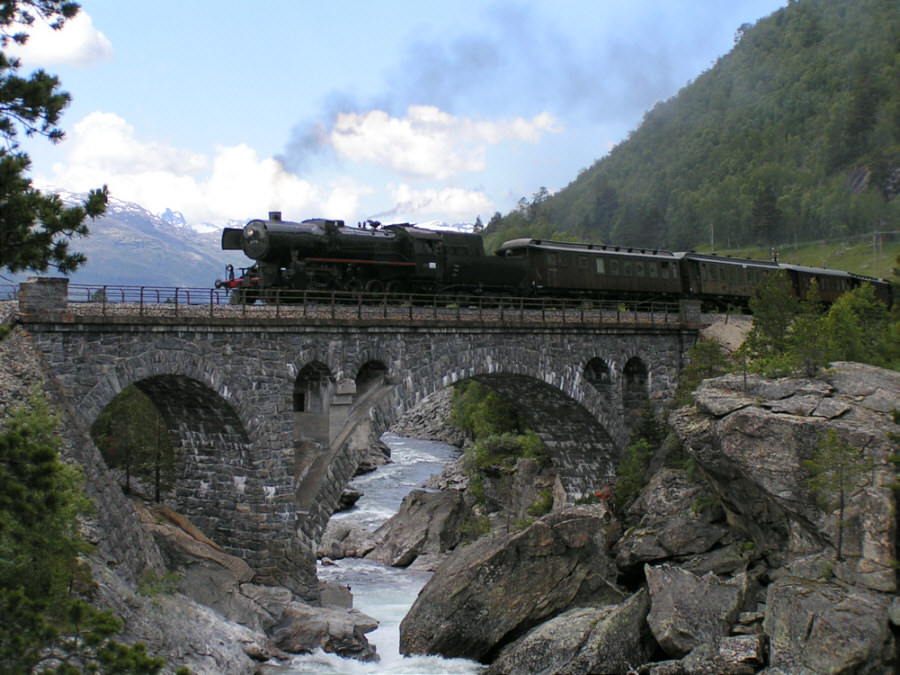
63a-2770 auf der Stuguflåtbrua, Raumabanen, 2004

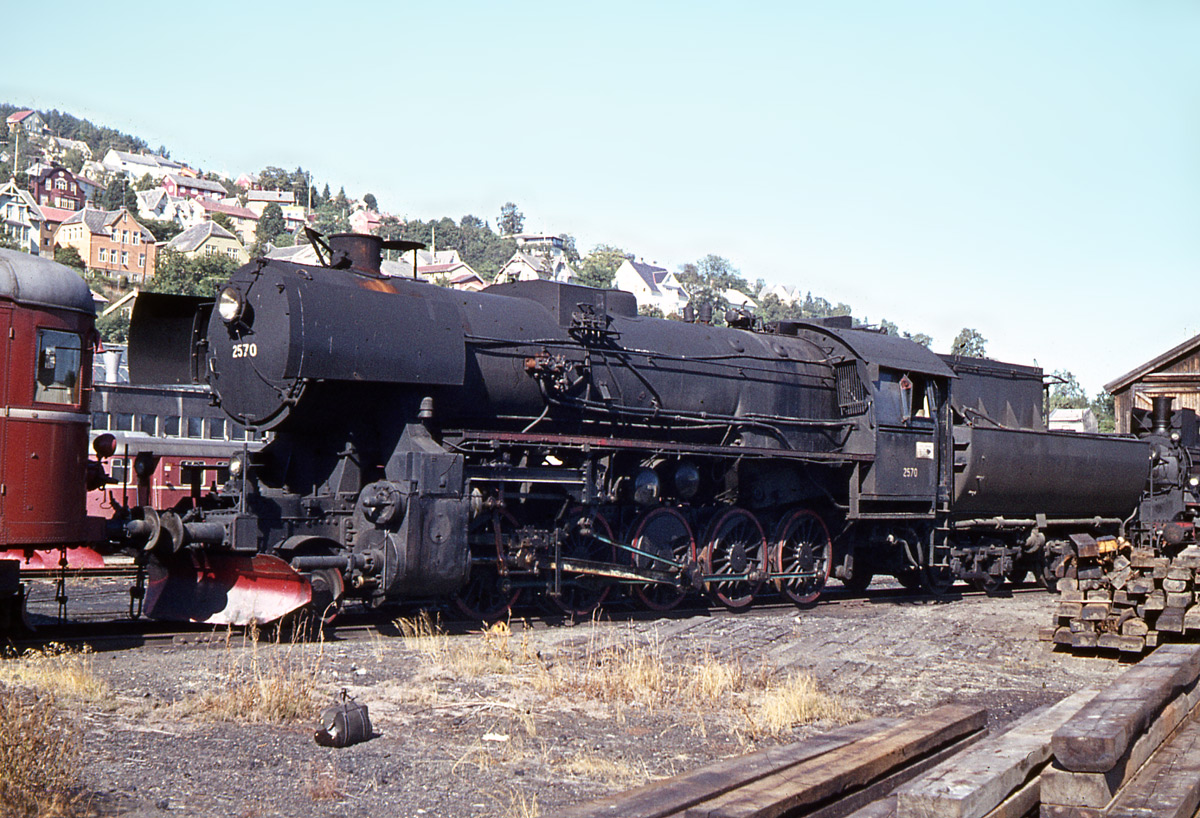
NSB 63a 52.2570 Öl, im Drontheim 1970, Werkstatt Marienborg.

Insgesamt blieben 74 Lokomotiven der Baureihe 52 nach Kriegsende in Norwegen und wurden von der Norwegischen Staatsbahnen als Type 63a übernommen. Die deutsche Stammnummer 52 wurde entfernt, die Ordnungsnummern blieben erhalten. Sechs Lokomotiven wurden auf Ölfeuerung umgestellt.
Die letzte dieser Dampflokomotiven wurde infolge der fortschreitenden Elektrifizierung und Einstellung des Dampfbetriebes 1970 ausgemustert. Eine Lokomotive – die 2770 – blieb als Museumslokomotive erhalten (Norsk Museumstog Hamar).

### 150 Y in Frankreich
In Frankreich wurden als Reihe 150 Y insgesamt 42 Lokomotiven übernommen, die teils erst nach dem Krieg von Graffenstaden gebaut wurden. Sie wurden bis 1957 ausgemustert.

### Reihe 56 in Luxemburg
In Luxemburg wurden die übernommenen belgischen Lokomotiven als Reihe 56 eingeordnet. Zusätzlich wurden weitere Exemplare bei der französischen Lokomotivfabrik Graffenstaden gekauft. Alle Lokomotiven wurden bis spätestens 1965 ausgemustert.

### Reihe 520 in Ungarn

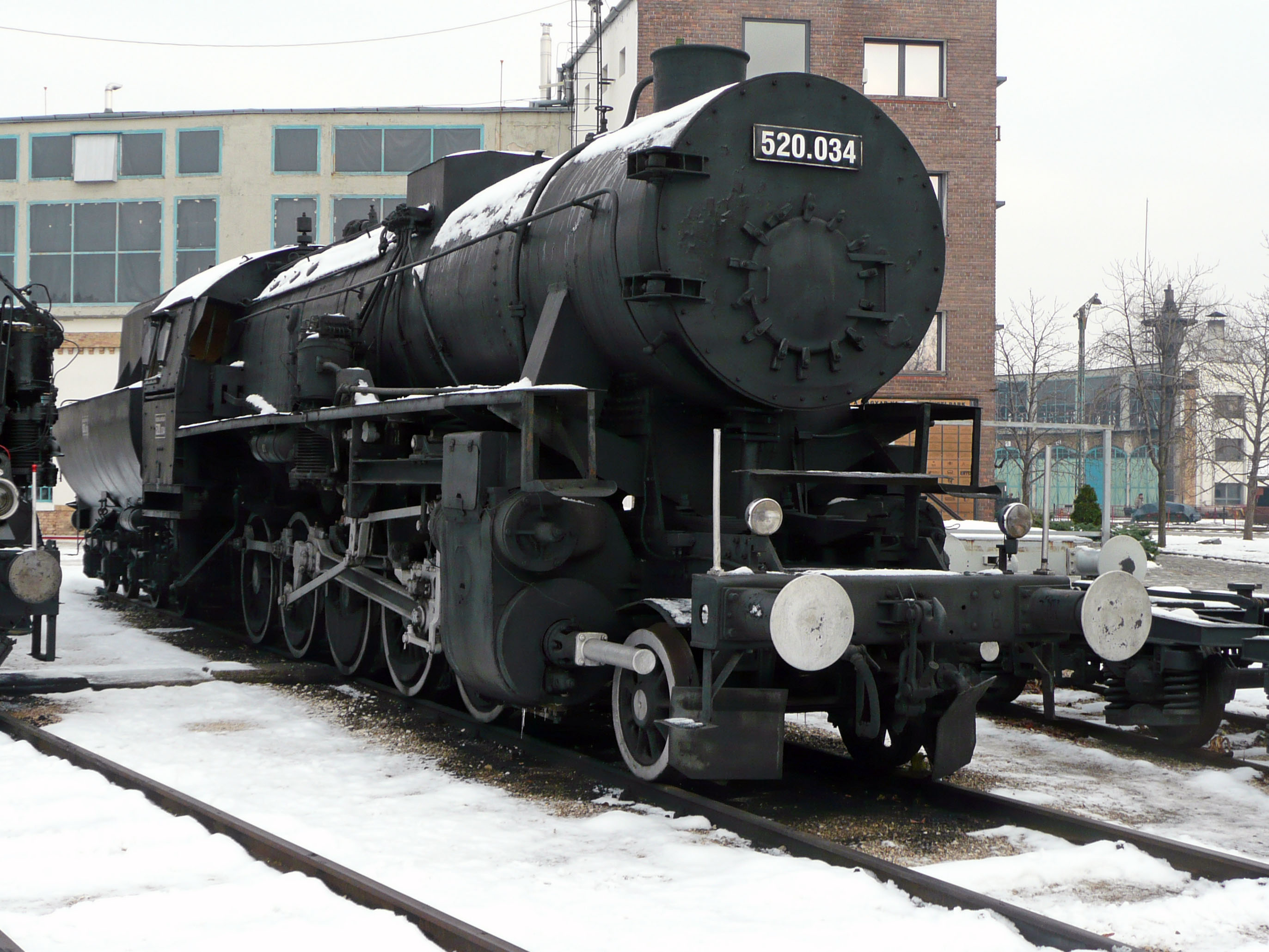
520.034 im Bahnpark Budapest

Im Jahr 1963 wurden 100 Maschinen aus der Sowjetunion an die Magyar Államvasutak (MÁV) verkauft, dabei behielten sie die russischen Rauchkammertüren. 94 davon wurden wieder auf Regelspur zurückgebaut, die sechs übrigen (520.001–006) verblieben breitspurig, sie wurden im Grenzbahnhof Zahony eingesetzt.
Die Lokomotiven mit den Ordnungsnummern 018, 020, 050, 079, 083 und 094 wurden sofort an die GySEV weitergegeben. Einige Lokomotiven, wie die 520.034 im Bahnpark Budapest, blieben nichtbetriebsfähig erhalten.

### Reihe 56.5 in der Türkei
Die türkische Staatsbahn Türkiye Cumhuriyeti Devlet Demiryolları (TCDD) erhielt bereits während des Krieges Lokomotiven der Baureihe 52, die bei der TCDD die Bezeichnung 56.5 erhielten. Als neutraler Staat wurde die Türkei in dieser Zeit sowohl von den Achsenmächten wie den Alliierten umworben und erhielt bevorzugt gewünschte Industrieprodukte. Eine fabrikneue Lieferung von zehn Exemplaren kam bereits 1943 in die Türkei, gefolgt von weiteren 43 zunächst als Leihlokomotiven deklarierten Reichsbahn-52ern, die ihre deutsche Betriebsnummer teils nur nominell erhalten hatten und ebenfalls weitgehend neu in der Türkei ankamen. Sie gingen nach Kriegsende ins Eigentum der TCDD über.
Die 53 teils noch mit Barren-, teils mit Blechrahmen ausgestatteten Lokomotiven wurden als 56 501 bis 553 nummeriert. In der Türkei wurden mit wenigen Ausnahmen die Windleitbleche und alle Frostschutzeinrichtungen abgebaut. Als Tender waren sowohl Wannen- wie Steifrahmentender vorhanden. Die Lokomotiven waren aufgrund ihrer relativ geringen Achslast für die meisten türkischen Strecken sehr gut geeignet und wurden vor allen Zugarten eingesetzt. In der europäischen Türkei bespannten sie bis 1971 den Simplon-Orient-Express und dessen Nachfolger, den Marmara-Express.
Die letzten Exemplare blieben noch über das offizielle Dampfende 1986 hinaus bis Ende der 1980er Jahre bei der TCDD im Einsatz.

### Reihe 15 in Bulgarien
Bereits während des Krieges erhielt die bulgarische Staatsbahn Balgarski Darschawni Schelesnizi (BDŽ) leihweise fabrikneue Leihlokomotiven der Baureihe 52, die allerdings nominell im Besitz der Deutschen Reichsbahn verblieben. Im September 1944 standen bereits 125 Stück bei der BDŽ im Einsatz. Die meisten blieben beim deutschen Rückzug vom Balkan in Bulgarien und Jugoslawien zurück. Als Kriegsbeute wurden sie durch die Rote Armee beansprucht. 85 dieser Beutelokomotiven wurden von der Sowjetunion wieder an die BDŽ vermietet, Ende 1946 durch diese erworben und als Reihe 15 in ihren Bestand eingeordnet.
Weitere Lokomotiven der Baureihe kamen erst 1956 nach Bulgarien. In diesem Jahr mietete die BDŽ von der Deutschen Reichsbahn 20 Exemplare der Baureihe 52 für ein Jahr an, die sie nach Ablauf des Jahres käuflich erwarb. 1959 kamen 20 in der Tschechoslowakei erworbene Lokomotiven der dortigen Baureihe 555.0 und weitere 10 Exemplare aus der DDR in den bulgarischen Bestand. Den Abschluss stellten 140 in den Jahren 1961 bis 1964 aus der Sowjetunion erworbene Exemplare dar, so dass der Bestand der BDŽ 1965 schließlich 275 Lokomotiven umfasste und damit die Reihe 15 die hinsichtlich ihrer Anzahl größte Dampflokomotivbaureihe darstellte.
Ab etwa Mitte der 1960er Jahre begann in Bulgarien die Umstellung auf elektrische und Dieseltraktion. Die Lokomotiven der Reihe 15 wurden ab Mitte der 1970er Jahre zügig ausgemustert, offiziell endete der Dampfbetrieb in Bulgarien 1980. Ein Teil wurde als strategische Reserve hinterstellt, aber ab Ende der 1980er Jahre weitgehend verschrottet. Die Lokomotive 15.215 ist als betriebsfähige Museumslokomotive erhalten geblieben.

### Reihe 33 in Jugoslawien
Insgesamt besaß die jugoslawische Staatsbahn 345 Lokomotiven der Baureihe 52. Dazu gehörten auch fünf Lokomotiven, die im Bergwerk Kreka eingesetzt waren und die Nummern 33 501–505 trugen. Die wahrscheinlich letzten 52er im kommerziellen Güterzugdienst sind fünf Exemplare der in Jugoslawien als Reihe 33 bezeichneten Maschinen, die bei Bergbaubetrieben und auf der Anschlussbahn des Kraftwerks Tuzla in Bosnien und Herzegowina mangels Dieseltreibstoff nach dem Bürgerkrieg betriebsfähig erhalten blieben und noch immer (Stand 2022) in den Minen Dubrave und Sikulje im Einsatz stehen. Sie sind alle Baujahre 1943/44, doch ihnen bleiben maximal noch wenige Jahre, da sehr bald wieder auf Dieseltraktion umgestiegen werden soll. Weitere dort noch vorhandene Kriegsloks dienen den fünf Betriebsloks als Ersatzteilspender.

## Verbleib
Während von den Originallokomotiven der Baureihen 52 (den sogenannten Altbauloks) in Deutschland nur noch wenige Exemplare erhalten sind, dienen die robusten Rekolokomotiven der Reihe 52.80 bei vielen Eisenbahnvereinen und -museen heute noch als zuverlässige Triebfahrzeuge. Aufgrund ihrer Verbreitung in ganz Europa sind in vielen anderen Ländern zahlreiche Exemplare der Altbau-52er anzutreffen. Die wahrscheinlich letzten 52 im kommerziellen Güterzugdienst sind fünf Exemplare der in Jugoslawien als Reihe 33 bezeichneten Maschinen, die bei Bergbaubetrieben und auf der Anschlussbahn des Kraftwerks Tuzla in Bosnien und Herzegowina mangels Dieseltreibstoff nach dem Bürgerkrieg betriebsfähig erhalten blieben und auch 2025 noch in den Minen Dubrave und Sikulje im Einsatz stehen.

### La Tortuga

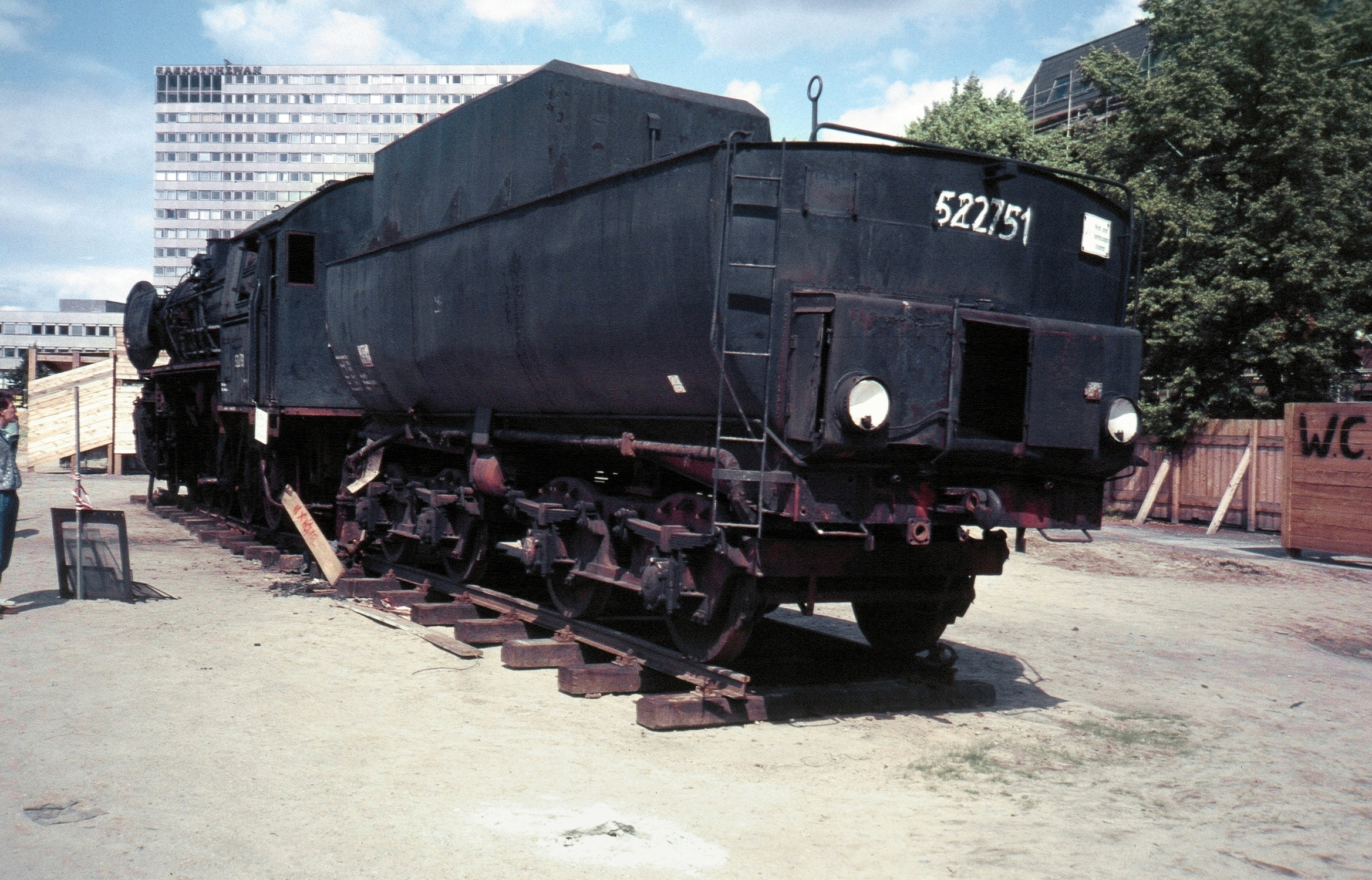
La Tortuga noch auf den Rädern stehend in Berlin, 1987

Die Lokomotive 52 2751 wurde von dem Aktionskünstler Wolf Vostell zur Skulptur La Tortuga (Die Schildkröte) umgearbeitet und 1987 im Rahmen der Ausstellung „Mythos Berlin“ auf dem Gelände des ehemaligen Anhalter Personenbahnhofs in Berlin ausgestellt. Im Verlauf der Ausstellung wurde sie auf den Kopf gestellt, seit 1991 befindet sich die Lok in dieser Stellung vor dem Theater Marl.
Das Werk soll als Mahnmal auf den Missbrauch von Industrie und Technik für den Krieg hinweisen und stellt auch ein Symbol für den Niedergang alter Industriezweige dar.

## Weblinks

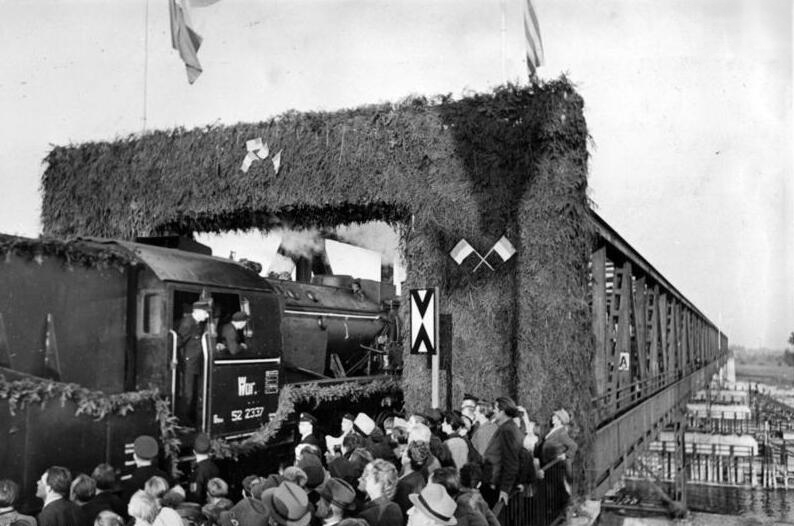
52 2337 vor dem Eröffnungszug zur Inbetriebnahme der wieder hergestellten Rheinbrücke Worms am 17. Oktober 1948